# La Habana

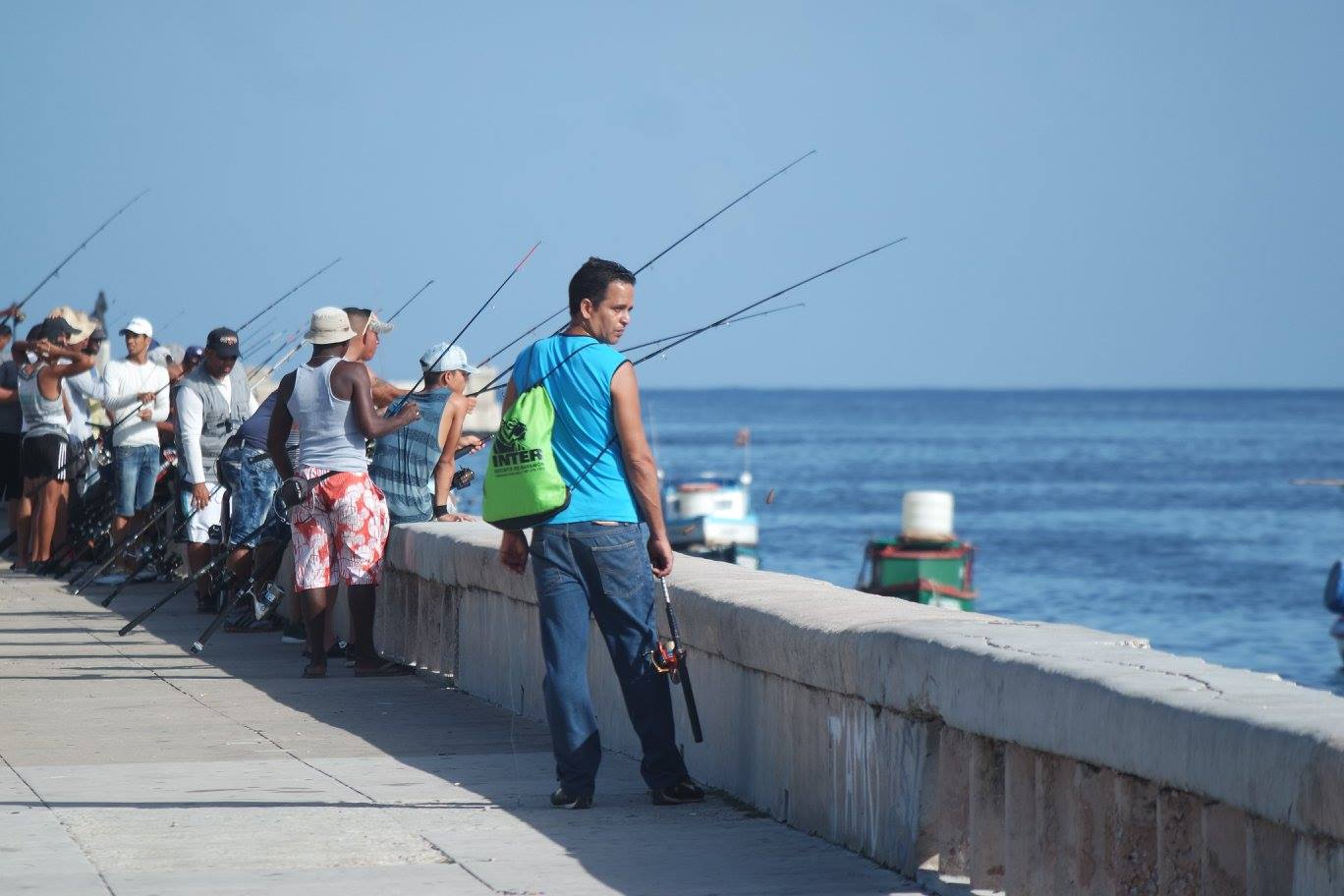
Pescadores en el muelle de La Habana.

La Habana es la capital de Cuba, su urbe más grande, el principal puerto, su centro económico-cultural y su principal polo turístico. Es la ciudad más poblada del país con una población de 2 132 183 habitantes en 2020, y la más poblada de la región del Caribe. Como capital de Cuba, la ciudad es la sede oficial de los órganos superiores del Estado y el Gobierno cubano, de todos los organismos centrales y de la mayoría de empresas y asociaciones de ámbito nacional. Además, reúne la mayor cantidad de sucursales y casas matrices de las entidades extranjeras radicadas en Cuba. Debido a una gran emigración hacia otros países y la baja natalidad, la población de La Habana había disminuido a 1 814 207 habitantes en 2023. Es una ciudad-provincia (Provincia de La Habana).
Fundada en 1514 (inicialmente en la costa sur de la isla) por el conquistador Pánfilo de Narváez (bajo las órdenes de Diego Velázquez de Cuéllar), bajo el nombre fundacional de "Villa de San Cristóbal de La Habana", fue una de las primeras ocho villas fundadas por la Corona española en la isla. Debido a su privilegiada ubicación, frente a las costas del Atlántico Norte, y las características de su bahía, la entonces villa se convirtió en un importante centro comercial, razón por la cual fue sometida a ataques y saqueos por parte de piratas y corsarios durante los primeros años del siglo XVI. En 1561, la Corona dispone que la villa sea el lugar de concentración de las naves españolas procedentes de las colonias americanas antes de cruzar juntas el océano (Flota de Indias), construyéndose por tanto, para su protección, defensas militares a la entrada de la bahía de La Habana y en sitios estratégicos, convirtiendo a la ciudad en una de las mejor defendidas del Nuevo Mundo.

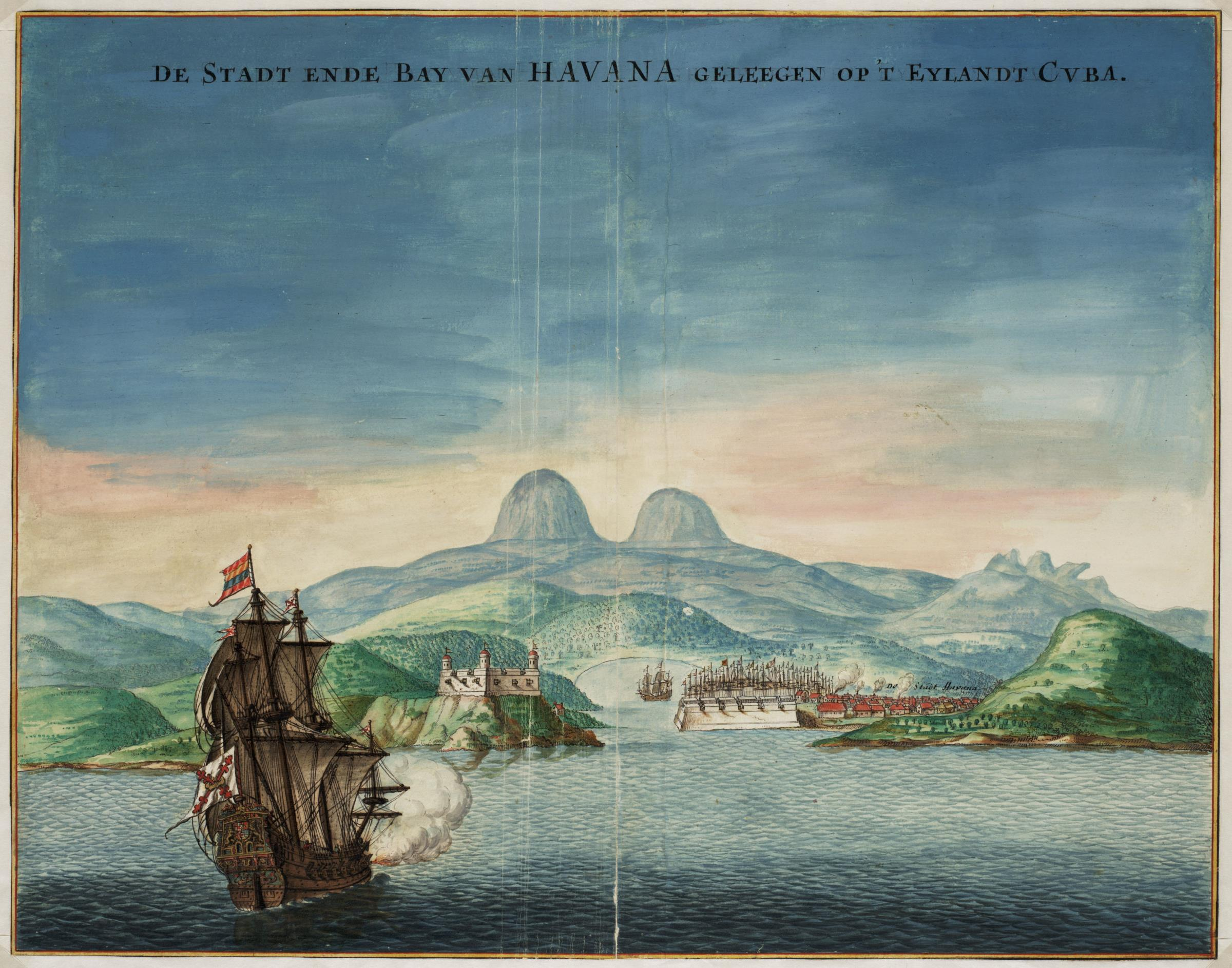
Óleo del puerto de La Habana (1665).

El 20 de diciembre de 1592, Felipe II confiere a la villa el título de "ciudad", veintinueve años después de que el gobernador de Cuba trasladara a ella su residencia oficial desde Santiago de Cuba, sede hasta entonces del gobierno de la isla. En 1634 por Decreto Real se le declaró "Llave del Nuevo Mundo y Antemural de las Indias Occidentales". En 1665, se le concedió el derecho de ostentar su escudo de armas, en el que estuvieron representadas, mediante tres torreones, las fortalezas (La Real Fuerza, El Morro y La Punta) que defendían la ciudad.
El azúcar y el comercio influyeron notablemente en que durante los siglos XIX y XX la urbe experimentara no solo un profundo proceso de expansión de su territorio sino también de crecimiento demográfico, socioeconómico y cultural, factores que convirtieron a La Habana en una de las ciudades más ricas y notorias de la zona de América Central y Caribe. Surgen durante esa etapa nuevos barrios como El Cerro o El Vedado, donde se concentraría la nueva burguesía habanera; mientras, las zonas antiguas de la ciudad se convertirían en áreas de casa de inquilinato y ciudadelas. No es hasta la década de 1950 que comienza a configurarse la actual forma de la capital, producto de la aparición del concepto especulativo de propiedad horizontal así como el establecimiento de centros y subcentros urbanos a lo largo de ese siglo. El triunfo de la Revolución cubana y la aplicación de proyectos de transformación nacional trajeron consigo el aumento de la emigración hacia las urbes, provocando el bum demográfico en La Habana, y con ello su expansión, esta vez hacia las zonas del este y el sur.
Su patrimonio histórico, arquitectónico y sobre todo cultural, expresado en la fusión entre europeos, africanos y aborígenes en un inicio, junto a otros componentes étnicos y culturales más contemporáneos, convierten a la ciudad en una importante receptora de turismo internacional y en el centro de la vida nacional. Su centro histórico, declarado Patrimonio de la Humanidad por la Unesco en 1982, es hoy uno de los conjuntos arquitectónicos mejor conservados de América Latina. Entre sus monumentos más representativos se encuentran la catedral de La Habana, la plaza de Armas, el Castillo del Morro, el Museo de la Revolución, el Palacio Nacional de Bellas Artes, el Gran Teatro de La Habana, el Capitolio, la plaza de la Revolución y el Malecón, quizás el símbolo más reconocido a nivel internacional de la ciudad.
El 7 de diciembre de 2014, La Habana es considerada como una de las Nuevas siete ciudades maravillas del mundo.

## Toponimia
Aunque hay varias hipótesis sobre el origen indígena de esta designación, la más aceptada sugiere que el nombre de la villa se deriva del taíno Habaguanex, un cacique taíno que controlaba la zona de su primer asentamiento. Otras versiones consideran que proviene de una corrupción de la palabra taína sabana, pronunciada en el dialecto de los arahuacos occidentales cubanos como jabana la cual pasó al español actual con su significado original. Aparentemente así denominaban los aborígenes a la comarca del sur de La La Habana y Matanzas, que es una gran llanura. Otra tesis menos probable plantea que viene de haven, que significa ‘puerto’ o ‘fondeadero’ en las lenguas germánicas. También se dice que proviene de la palabra aruaca abana, que quería decir ‘ella está loca’; haciendo referencia a la leyenda de una india llamada Guara.
Durante cerca de trescientos años, la ortografía más común fue Havana con v —o, en su defecto, Hauana—, mientras que Habana con b empezó a usarse comúnmente en Cuba a partir de 1798 y de manera exclusiva a partir de 1821. La forma Abana aparece también en algunos documentos del siglo XVIII. Bartolomé de las Casas en su Brevísima relación de la destrucción de las Indias escribe Hauana tanto en español como en latín. Hauana y Havana son las grafías principales halladas en los libros del cabildo de la ciudad entre 1554 y 1693 salvo contadas excepciones. El uso de la palabra Habana con b se generaliza en documentos de la Corte Real Española a partir de 1743, mientras prevalece la grafía Havana en Cuba. A partir de 1798, coexisten en Cuba tanto Havana como Habana, hasta que en las primeras décadas del siglo XIX desaparece por completo la antigua grafía Havana.

## Historia

### Fundación

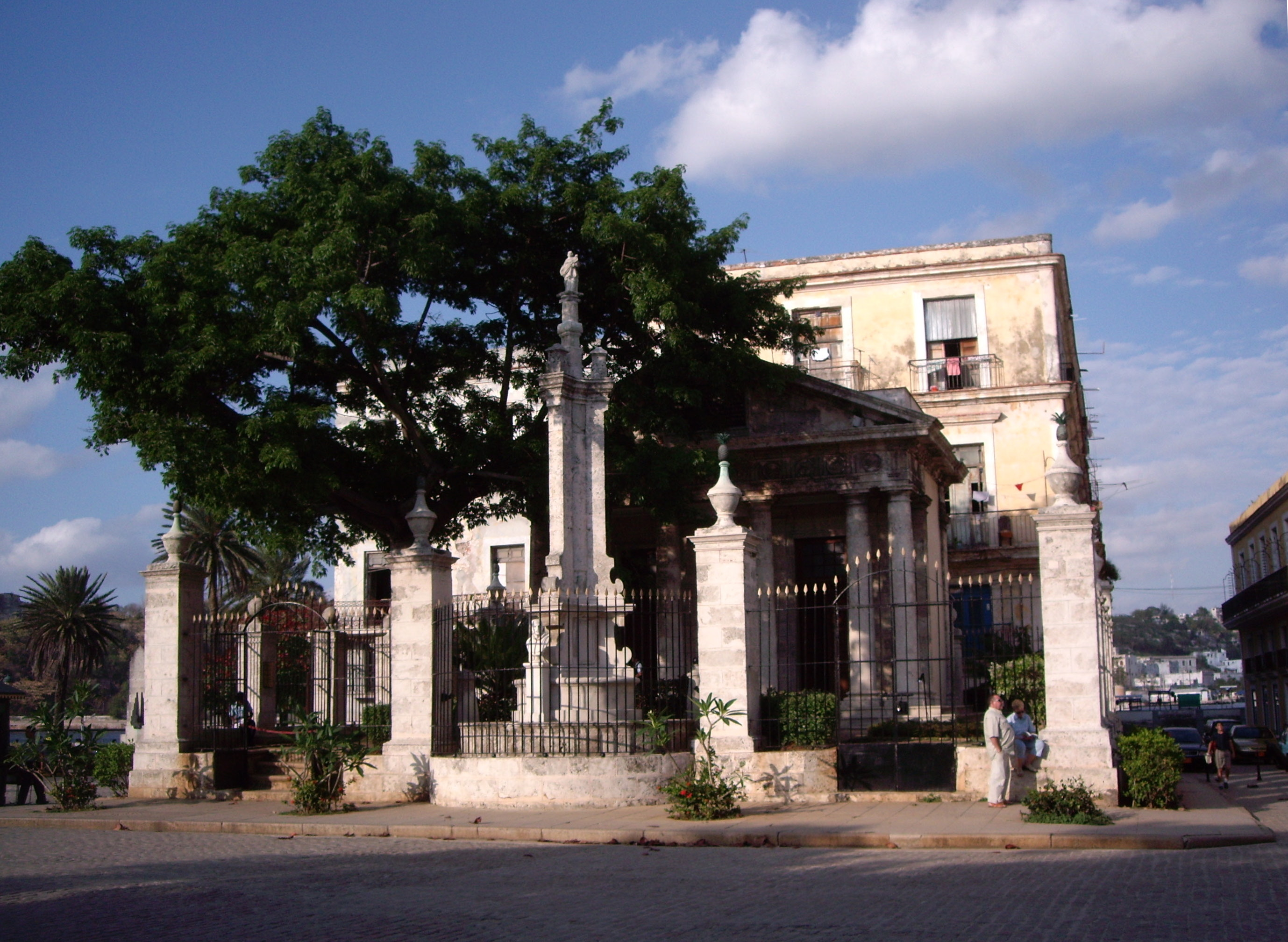
El Templete, lugar donde se celebró el primer cabildo de la villa de La Habana.

La Habana fue la sexta ciudad fundada por la Corona Española en la isla de Cuba, llamada San Cristóbal de La Habana, tal vez porque el santo era el patrón de los navegantes, y La Habana, como toponímico indígena. En la plaza de Armas, que fue en la época colonial española el centro de la vida oficial y pública de la ciudad, se alza un monumento llamado El Templete, que conmemora la fundación de la villa en ese lugar en 1519 por un grupo de españoles capitaneado por el toledano Juan de Rojas Manrique, emparentado con el rey Fernando el Católico. En su columna conmemorativa hay una inscripción en latín, casi borrada, que traducimos como sigue:
Fundóse la villa (hoy ciudad) de La Habana el año de 1515, y al mudarse de su primitivo asiento a la ribera de este puerto el de 1519, es tradición que en este sitio se halló una frondosa ceiba bajo de la cual se celebró la primera misa y cabildo: permaneció hasta el de 1753 que se esterilizó. Y para perpetuar la memoria, gobernando las Españas nuestro católico Monarca el señor Dn. Fernando VI, mandó erigir este padrón el señor Mariscal de Campo Dn. Francisco Cagigal de la Vega, del orden de Santiago, Gobernador y Capitán General de esta Isla, siendo Procurador General Doctor Dn. Manuel Phelipe de Arango. Año de 1754.
Allí, bajo una ceiba, se celebró la primera misa y el Cabildo recibió la guarda y custodia de los fueros y privilegios de la villa de La Habana, según costumbre y usanza de las leyes de Castilla. La columna conmemorativa fue erigida por el gobernador Francisco Cagigal de la Vega en 1754, cuando la ceiba no pudo sostenerse más.

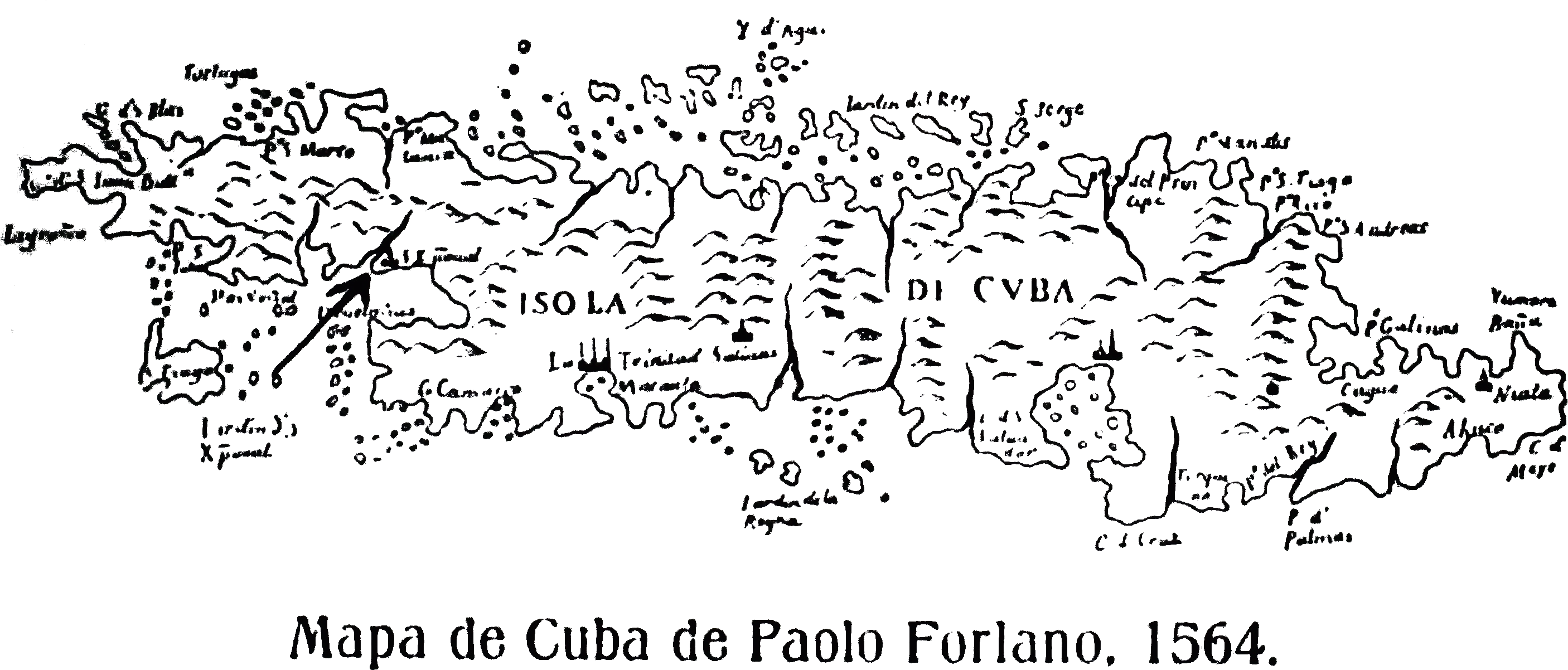

No obstante, antes de la fundación de La Habana en su emplazamiento actual, la ciudad tuvo, entre 1514 y 1519, por lo menos dos asentamientos distintos: el original de 1514, que según uno de los primeros mapas de Cuba (Paolo Forlano, 1564) se encontraba en la desembocadura del río Onicaxinal cerca de la playa Mayabeque, en la costa sur de Cuba y otro asentamiento en La Chorrera, junto al río Almendares, que los indios llamaban Casiguaguas, donde los fundadores trataron de represar las aguas. Aún se conservan los muros de contención de esa obra hidráulica, la más antigua del Caribe.

### SiglosXVIalXVIII
La Habana resurgió en varias ocasiones de los escombros y cenizas a que la reducían de cuando en cuando los piratas y corsarios franceses durante la primera mitad del siglo XVI (Jacques de Sores, 1555), hasta que en 1561 la Corona dispone que la villa sea el lugar de concentración de las naves españolas procedentes de la colonias americanas antes de cruzar juntas el océano, lo que se conoció como Flota de Indias. A ese fin, se construyen defensas militares a la entrada de la bahía de La Habana y en sitios estratégicos, con lo que la ciudad pasa a ser la mejor defendida del Nuevo Mundo.
Oro y plata, lana de alpaca de Los Andes, esmeraldas de Colombia, caobas de Cuba y Guatemala, cueros de la Guajira, especias, palo de tinte de Campeche, maíz, patatas, mandioca y cacao son las materias primas que llegan en los veleros al puerto mejor protegido de América, entre marzo y agosto, para formar los grandes convoyes que, custodiados por las naves militares, parten en días señalados rumbo a España.
Con ellos, miles de marinos, funcionarios, colonos, comerciantes, aventureros llegan a la incipiente ciudad, que crece desde el puerto a ritmo vertiginoso.
El 20 de diciembre de 1592, Felipe II confiere a La Habana el título de ciudad, veintinueve años después de que el gobernador de Cuba trasladara a ella su residencia oficial desde Santiago de Cuba, sede hasta entonces del gobierno de la isla.
La importancia estratégica de La Habana y las riquezas que a ella llegan y de ella parten la convierten en codiciado objetivo de piratas y galeones con patente de corso de las potencias enemigas de la Corona Española.

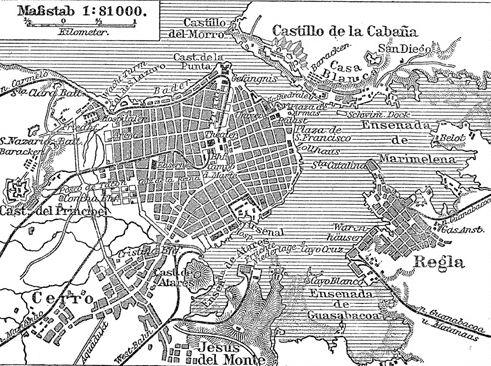
Mapa alemán de La Habana, datado en 1888.

La Habana se fortifica durante el siglo XVII por mandato de los reyes que la suscriben como «Llave del Nuevo Mundo y Antemural de las Indias Occidentales». Al mismo tiempo, se edifica con los materiales más abundantes de la isla, entre ellos las maderas, que proporcionan a la arquitectura de la época un encanto peculiar en combinación con los estilos llegados de la península ibérica y, muy profusamente, de las islas Canarias. En concreto la ciudad tiene como modelo a San Cristóbal de La Laguna, en la isla de Tenerife, primera ciudad colonial no amurallada y planificada que serviría de marco de referencia para la construcción del resto de ciudades coloniales de América.
En 1649 una epidemia de peste llegada de Cartagena de Indias, en Colombia, extermina a una tercera parte de la población habanera. El 30 de noviembre de 1665, la reina doña Mariana de Austria, viuda de Felipe IV, ratifica el escudo antiguo de Cuba, que tenía como símbolos heráldicos los tres primeros castillos de la ciudad: el de la Real Fuerza, el de los Tres Santos Reyes del Morro y el de San Salvador de la Punta, como tres torres de plata sobre campo azul. Se añade al conjunto una llave de oro que simbolizaba el título de «Llave del Nuevo Mundo», con el que ya se conocía la ciudad.
Durante el siglo XVII La Habana se engrandece con construcciones monumentales civiles y religiosas. Se erige el convento de San Agustín, se concluye el castillo de El Morro, y se construyen la ermita del Humilladero, la fuente de la Dorotea de la Luna en La Chorrera, la iglesia del Santo Ángel Custodio, el hospital de San Lázaro, el monasterio de Santa Teresa y el convento de San Felipe Neri. En 1728 se funda la Real y Pontificia Universidad de San Jerónimo en el convento de San Juan de Letrán.

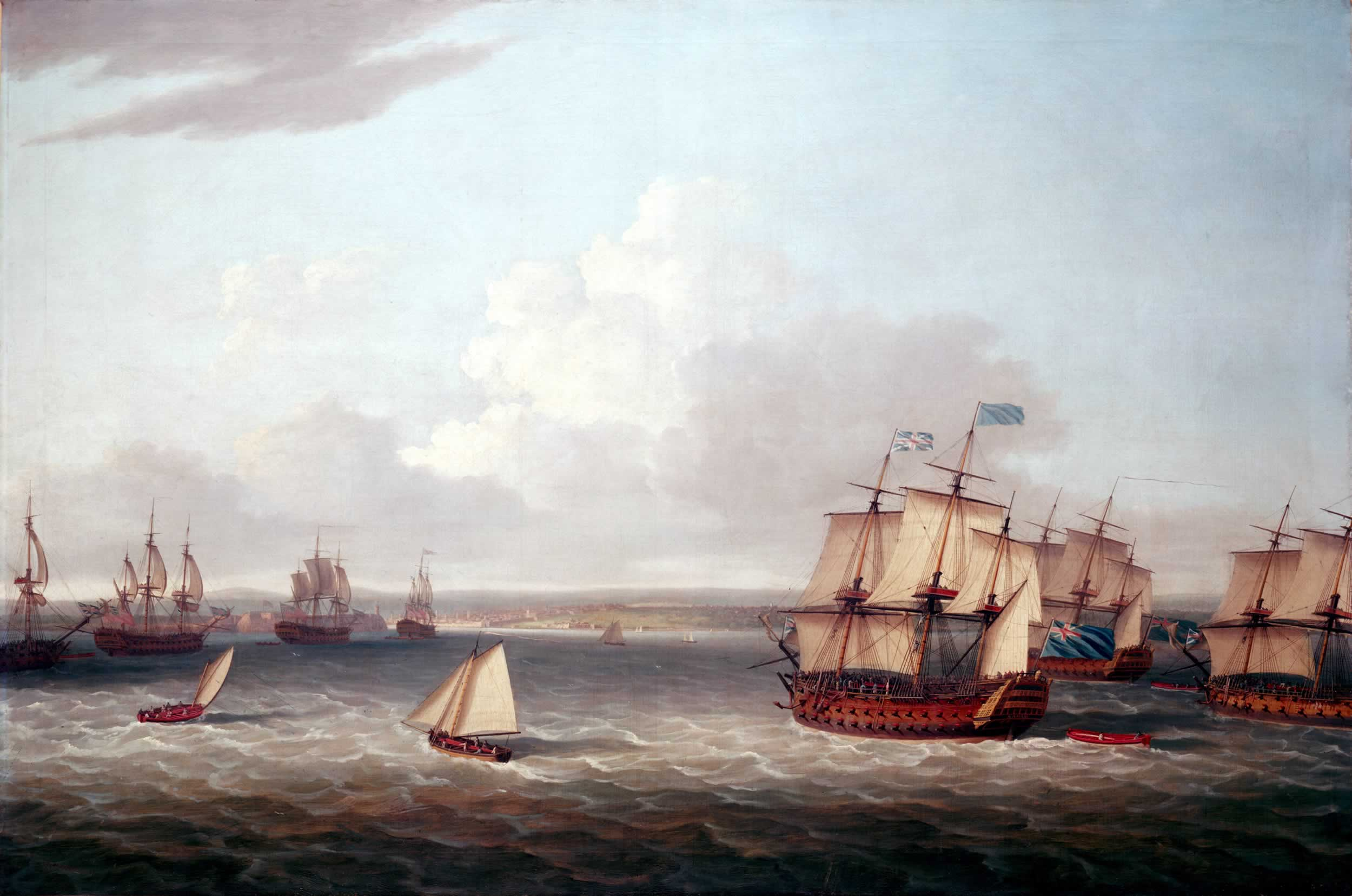
Entrada de la flota británica a La Habana en 1772 (óleo de 1775)

A mediados del siglo XVIII, La Habana tiene más de 70 000 habitantes. El 6 de junio de 1762, en el marco de la guerra de los Siete Años, al alba, apareció una impresionante armada británica, con más de 50 navíos y 14 000 hombres. Para tomar la ciudad, los ingleses tuvieron que rendir el Castillo del Morro, defendido por una decidida guarnición al frente del capitán de navío Luis Vicente de Velasco e Isla y el marqués Vicente Gómez. La Habana cayó tras dos meses de sitio. Al tomar posesión de la ciudad, los ingleses también capturaron la flota española que había quedado atrapada en la bahía de La Habana, compuesta por nueve barcos de línea de 74 y 64 cañones, además de 25 barcos mercantes cargados con todo tipo de provisiones, tres millones de pesos pertenecientes a la Compañía Real y grandes cantidades de provisiones almacenadas en la ciudad. Sir George Keppel la gobernó durante once meses, hasta mediados de 1763, fecha en la que los británicos devolvieron La Habana a los españoles, a cambio de la Florida. A ese período se remontan las libertades de comercio y de culto.
En 1763 se comenzó la construcción de la Fortaleza de San Carlos de la Cabaña, la mayor de las construidas por España en el Nuevo Mundo, que apuntaló el sistema defensivo de La Habana tras la ocupación inglesa. Las obras se prolongaron por más de once años y tuvieron un costo tan enorme para su tiempo que se dice que Carlos III, rey de España se asomó a la ventana de su palacio con un catalejo para que le indicaran donde se encontraba tan cara construcción. Su posición privilegiada la convertía en un bastión inexpugnable. Contaba con un elevado número de cañones fundidos en Barcelona en el siglo XVIII, que siguen guardando simbólicamente la entrada de la bahía de La Habana.
En 1774 se realiza el primer censo oficial de Cuba: 171 670 habitantes, de los cuales 44 333 son esclavos. Entre 1789 y 1790 se divide la diócesis de Cuba: se erige en catedral la iglesia Mayor de La Habana mientras que la antigua mitra permanece en Santiago de Cuba. Seis años más tarde, el 15 de enero de 1796, llegan a La Habana los restos de Cristóbal Colón procedentes de Santo Domingo.

### SiglosXIXalXXI
Siglo XIX
El siglo XIX se abre con la llegada a La Habana de Alexander von Humboldt, quien queda impresionado por la vitalidad del puerto habanero. En el año 1837 se inaugura el primer tramo del ferrocarril entre La Habana y Güines, que se usa para el transporte de azúcar desde el valle de Güines hasta el puerto de la ciudad. Dicho tramo de 27,2 km se completó en el pueblo de Bejucal y al año siguiente la línea llegó hasta Güines. Con ello España se convirtió indirectamente en el quinto país del mundo en tener ferrocarril (ya que Cuba pertenecía por aquel entonces a España). Cuba fue así el primer territorio de habla española y de Latinoamérica en contar con ese medio de transporte.
A lo largo del siglo, La Habana se enriqueció con centros culturales, como el Teatro Tacón, uno de los más lujosos del mundo y posterior sede del Centro Gallego de La Habana, el Liceo Artístico y Literario, el teatro Coliseo. Visitó la ciudad Garibaldi bajo el nombre de Giuseppe Pani y se sucedieron las conspiraciones de patriotas independentistas al mismo ritmo que la autoridad de la Corona las reprimía y sofocaba.

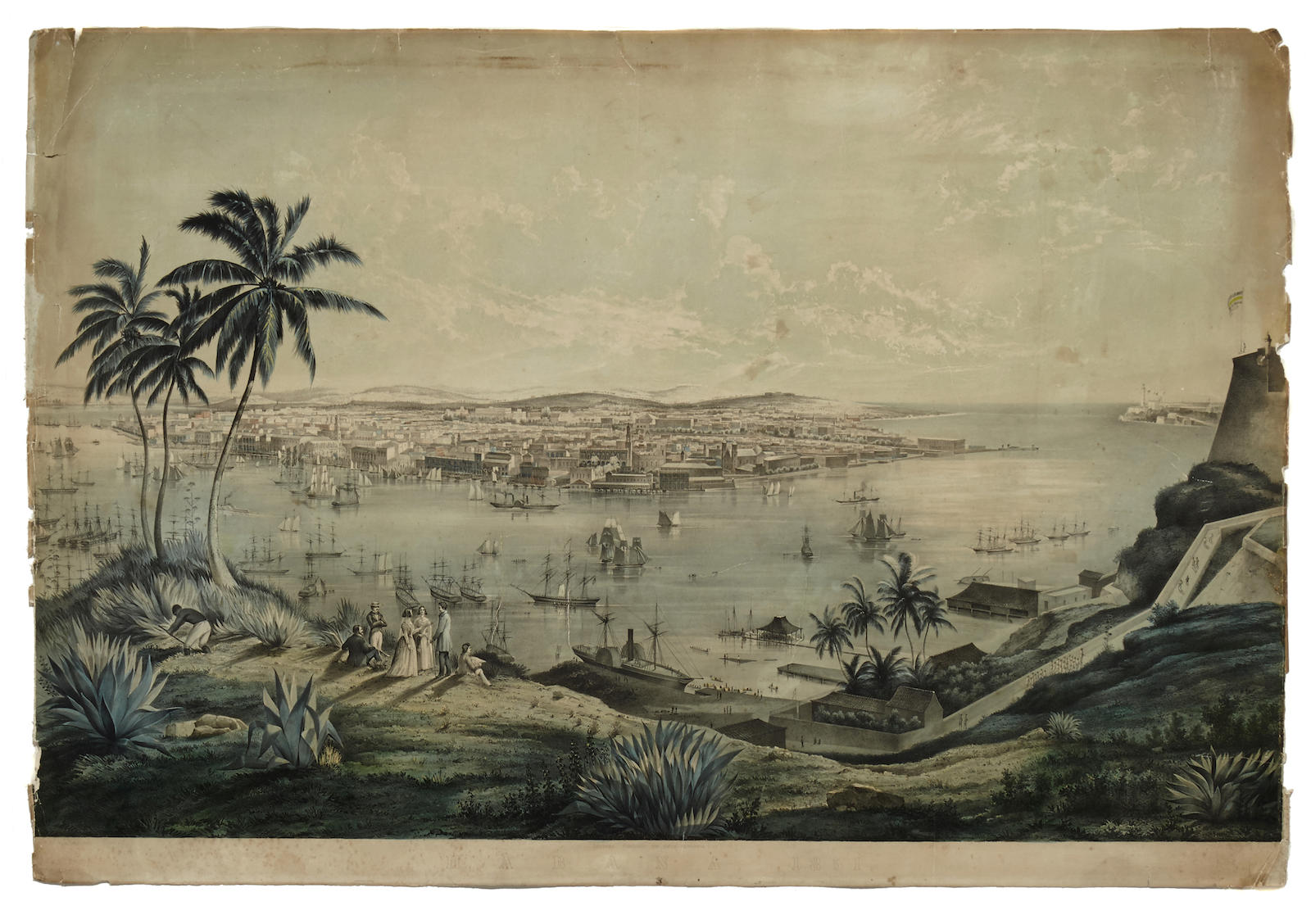
Paisaje de La Habana a mediados del.

Hacia la década de 1850, el desarrollo de la industria azucarera, el ferrocarril, la industria tabacalera, entre otras, produjeron una pujante economía que llevó a Cuba a ser un país enormemente rico. Se fundaron fábricas como La Real Fábrica de Tabacos H. Upmann, fundado por Hermann D. Upmann (hoy Fábrica José Martí) que también fundó la banca H. Upmann & Co. que llevaron más tarde los hermanos Hermann Firedrich y Alberto Upmann y Theodore Garbade. Su edificio es hoy la agencia del Banco Central de Cuba.

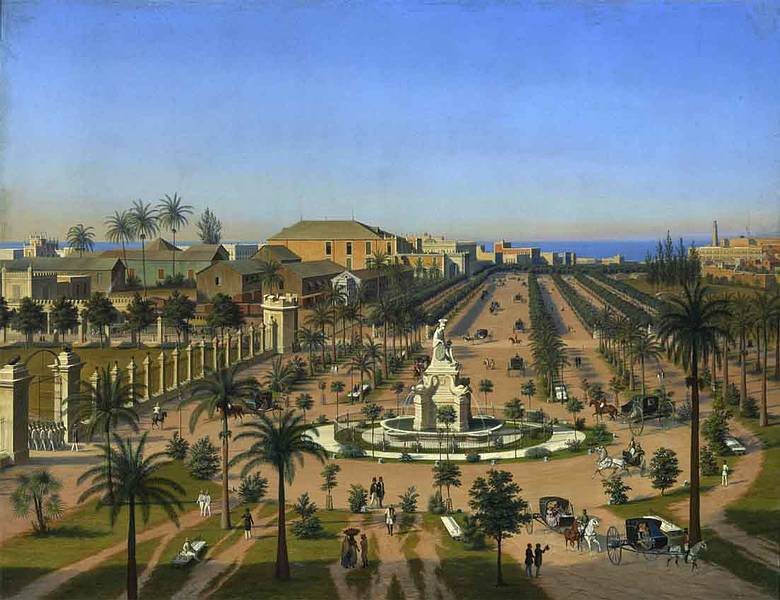
Paseo del Prado
, entonces paseo de Isabel II, hacia 1854

En la década de 1860 Cuba alcanzó su máximo esplendor económico, y La Habana fue el vivo reflejo de esa riqueza y prosperidad. En 1863, las murallas de la ciudad fueron derribadas para que pudiera ampliarse la urbe y construirse nuevos y espléndidos edificios. A finales del siglo XIX, las clases acomodadas comenzaron a trasladarse al elegante barrio del Vedado, con sus numerosas quintas y palacetes.
A finales del siglo XIX, La Habana, después de dos guerras de independencia lanzadas por los patriotas cubanos, vivió los últimos momentos de la colonización española en América, que se cerró definitivamente cuando el acorazado estadounidense Maine fue hundido en su puerto. Según las investigaciones más recientes, el hundimiento fue accidental, pero en aquel momento dio a los Estados Unidos el pretexto para invadir la isla. El 1 de enero de 1899, Adolfo Jiménez Castellanos último gobernador español de Cuba, entregaba la ciudad al estadounidense John R. Brooke.
Siglos XX y XXI

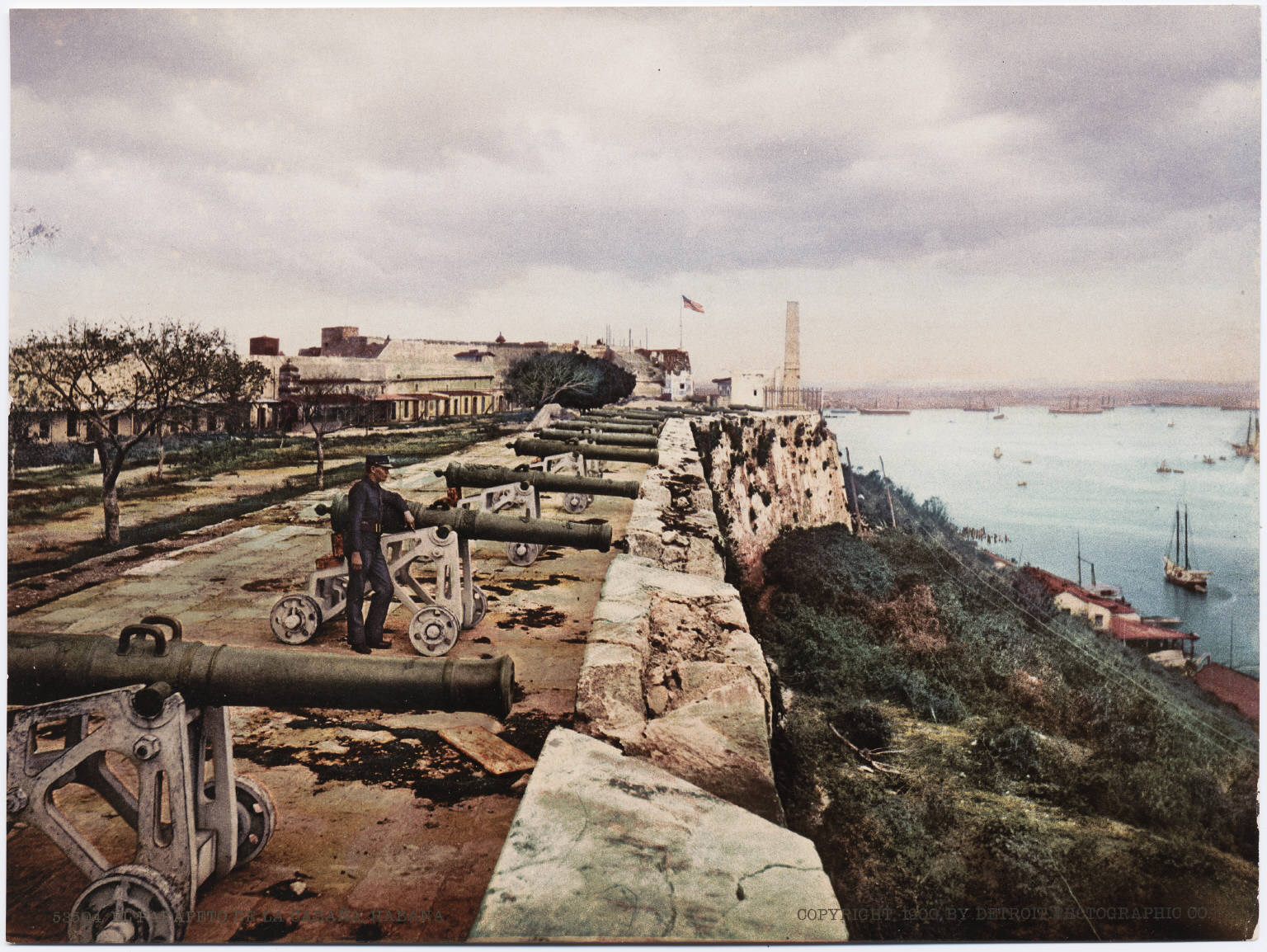
La Habana tras la ocupación estadounidense de Cuba

El cambio de siglo transcurre en Cuba bajo la ocupación y el gobierno de los Estados Unidos y el 20 de mayo de 1902, pasan los poderes del gobierno a manos cubanas, cuando simbólicamente se iza la enseña nacional, en el Castillo de los Tres Reyes del Morro. Hasta el 1 de enero de 1959 la influencia de los Estados Unidos será constante y decisiva, sobre todo en el plano económico.
Bajo la influencia estadounidense, la ciudad creció y se enriqueció con numerosos edificios desde la década de 1930, cuando se construyen suntuosos hoteles, casinos y espléndidos clubes nocturnos. Ejemplos notables de estas construcciones son el Edificio Focsa, el Hotel Habana Hilton (nombrado actualmente Hotel Tryp Habana Libre) y el Hotel Nacional de Cuba.
Santo Trafficante lleva la ruleta del "Sans-Souci", Meyer Lansky dirige el "Riviera", y Lucky Luciano el "Nacional".[cita requerida] Por aquel entonces, el dinero de la mafia servía, por lo menos, para embellecer a la ciudad, conocida como «la Gomorra de las Antillas» debido a su vida nocturna.[cita requerida] Pero los barrios de barracas que rodeaban la ciudad se desarrollaban al mismo ritmo. La Habana se convirtió en capital del juego y de la corrupción (y capital mundial del turismo sexual: 127 ). Una galería de retratos en blanco y negro de personajes de aquella época aún adorna los muros del bar del Nacional. Puede verse a Frank Sinatra y Ava Gardner, al gran torero Luis Miguel Dominguín, al primer ministro británico Winston Churchill, a Marlene Dietrich y a Gary Cooper, y otros muchos.

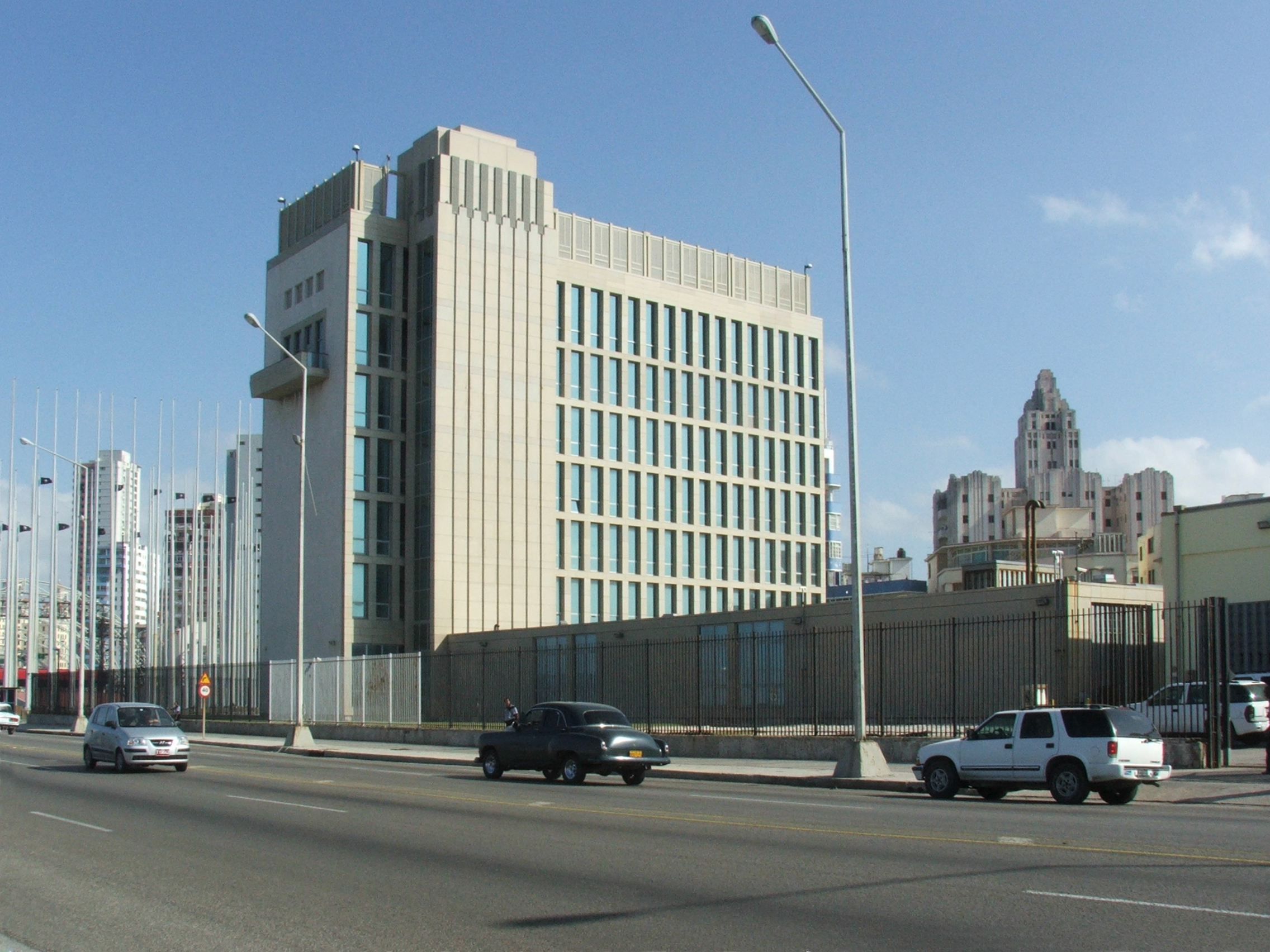
Antigua Sección de Intereses de los Estados Unidos en Cuba, hoy es la Embajada de los Estados Unidos de América en Cuba.

Desde el triunfo de la Revolución en 1959 se hicieron grandes transformaciones sociales, principalmente en lo que afecta a la educación, la sanidad pública, los servicios, disminuyó drásticamente la construcción de viviendas sociales y edificios oficiales; por lo que respecta a la topografía de La Habana, se puede seguir describiendo de acuerdo con las mismas grandes áreas de 1958, aunque añadiendo alguna más. Muchas de estas transformaciones se reflejaron en las construcciones después de 1959. Tales son el imponente Hospital Hermanos Almejeiras (para el que se adaptó el edificio del Banco Nacional de Cuba que se encontraba en fase de terminación en 1959), numerosos hoteles modernos (muestra de una mayor preocupación por el turismo desde 1990, luego de perderse el subsidio de la Unión Soviética) como el Meliá Cohiba, el Panorama o el Meliá Habana, que imitan las fachadas de los rascacielos del Primer Mundo.

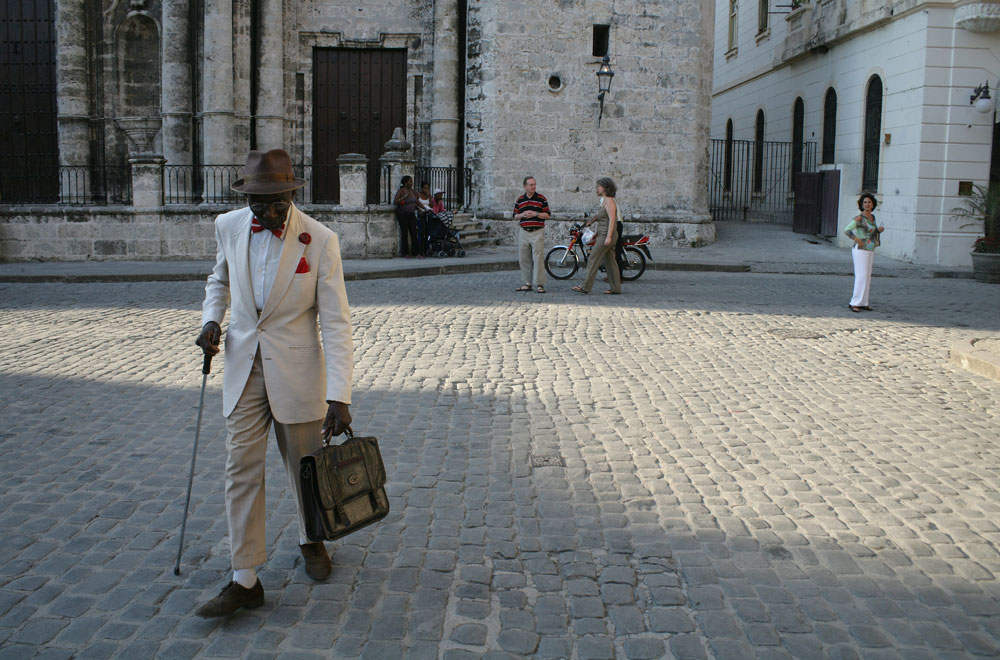
Paseando por La Habana en 2007.

Desde hace unos años, el centro histórico de la Ciudad de La Habana, declarado monumento nacional por el Gobierno Cubano en 1976 y Patrimonio de la Humanidad por la Unesco en 1982, es objeto de restauraciones, realizadas por un equipo de historiadores y arquitectos dirigidos por la Oficina del Historiador de La Habana, Eusebio Leal, encargado de los trabajos de renovación. Desde enero del año 2011 dejó de ser la capital administrativa de la provincia de La Habana, al quedar dividida en las provincias Artemisa y Mayabeque.

## Geografía

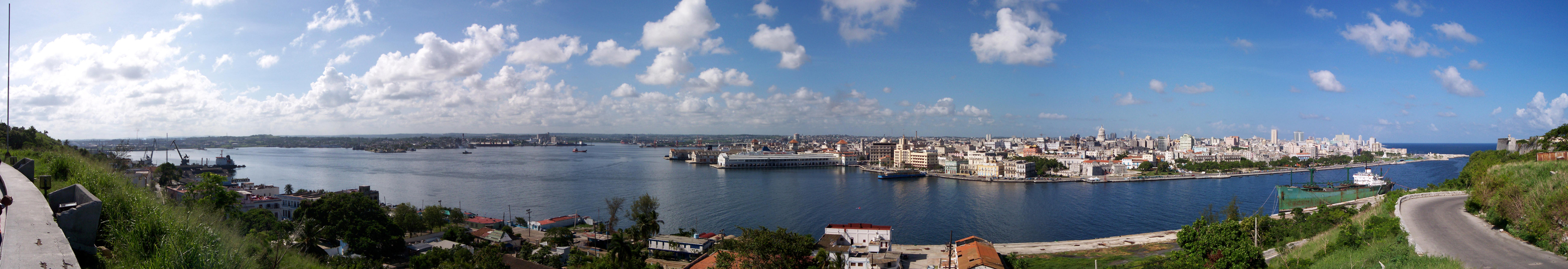
Panorama de La Habana.

Ubicación geográfica: Región occidental, entre 22°58′ y 23°10′ de latitud norte y entre los 82°30′ y 82°6′ de longitud oeste.
Ocupa el decimocuarto lugar en extensión entre las provincias con 721,01 km², representando el 0,7 % de la superficie total del país.
Límites geográficos, aprobados en la sesión del mes de julio de 2010 de la Asamblea Nacional del Poder Popular:
- Al norte: Estrecho de la Florida
- Al este: Provincia de Mayabeque
- Al sur: Provincias de Mayabeque y Artemisa
- Al oeste: Provincia de Artemisa

Es la provincia más pequeña del país y la más poblada, con alrededor del 20 % de la población (2 135 498 habitantes). Las costas ocupan todo el límite norte a escasos metros sobre el nivel del mar lo que ha despertado preocupaciones sobre todo por el impacto que el cambio climático pudiera tener.
Río de mayor longitud: Almendares
- 49,8 km de largo
- 402 km² de área
- 3,4 m³/s de caudal
- 11 afluentes
- Vertiente: norte

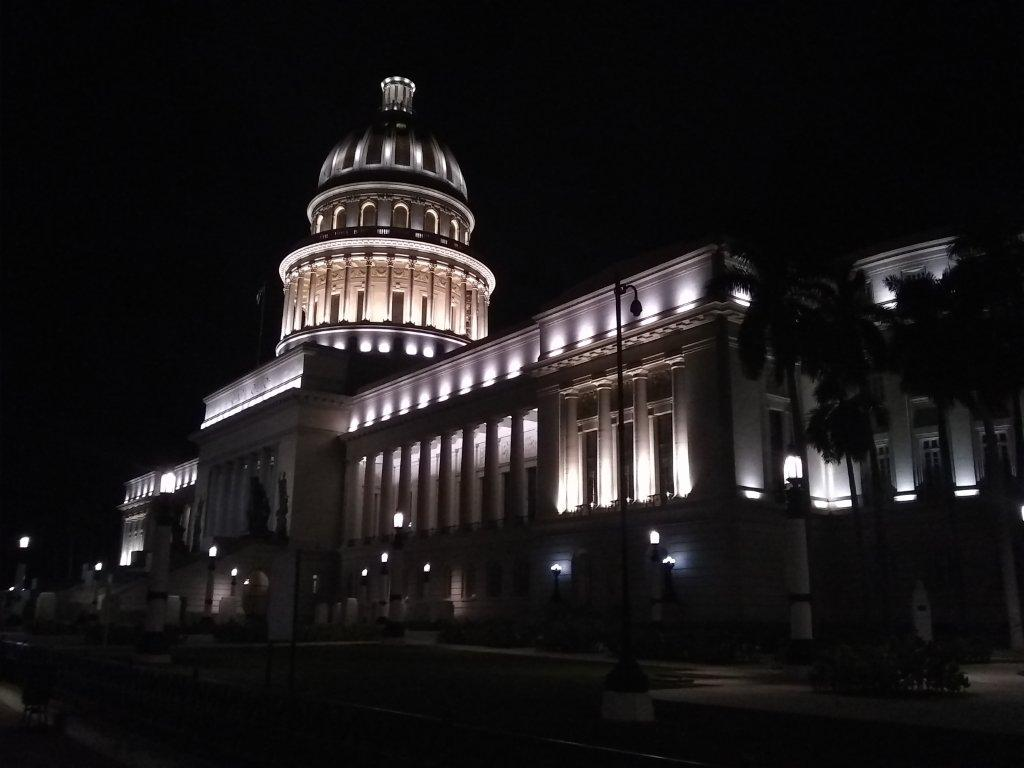
Capitolio habanero de noche.

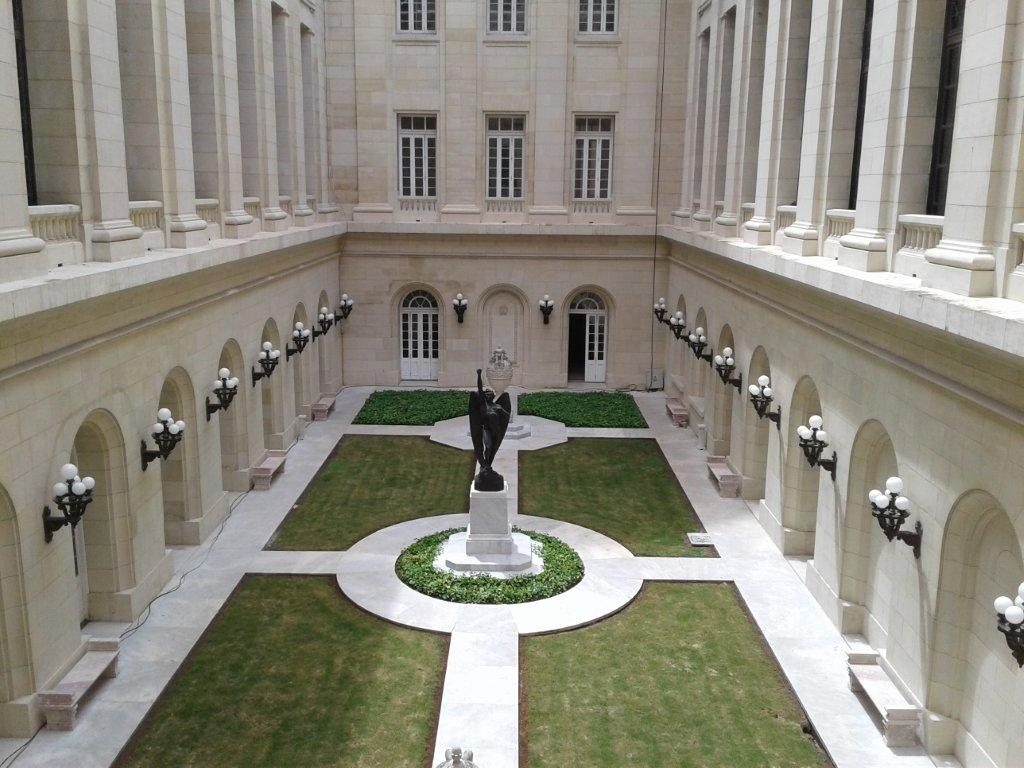
Jardín interior del Capitolio.

- Nace: en las alturas de Bejucal-Madruga-Coliseo, al noroeste de San José de las Lajas, en los 23°1′ de latitud norte y los 82°16′ de longitud oeste, a 80 metros de altitud.
- Desemboca: Estrecho de la Florida, Boca de La Chorrera.
- Discurre: en dirección sur-noroeste.

Mayor elevación: Tetas de Managua con 210 metros de altura (Municipio Arroyo Naranjo).
Su territorio está ocupado por la llanura y las alturas de La Habana-Matanzas. Las costas ocupan todo el límite norte, localiza la bahía de La Habana, al este están sus playas. Su hidrografía está representada por los ríos Almendares, Martín Pérez, Quibú, Cojímar y Bacuranao, entre otros y los embalses Bacuranao y Ejército Rebelde. Predominan los suelos no urbanizados, son fersialíticos pardo-rojizos y ferralíticos rojos, en algunos sectores costeros existen manifestaciones de carso desnudo. En el sur tiene algunas elevaciones calizas en zonas como San Miguel. Próxima al centro se localiza la bahía de La Habana donde se ha desarrollado un puerto de gran importancia.
| Área urbanizada | Área agropecuaria y suburbana | Área residencial |
| 360 km²         | 417 km²                       | 310 km²          |

### Bahía de La Habana

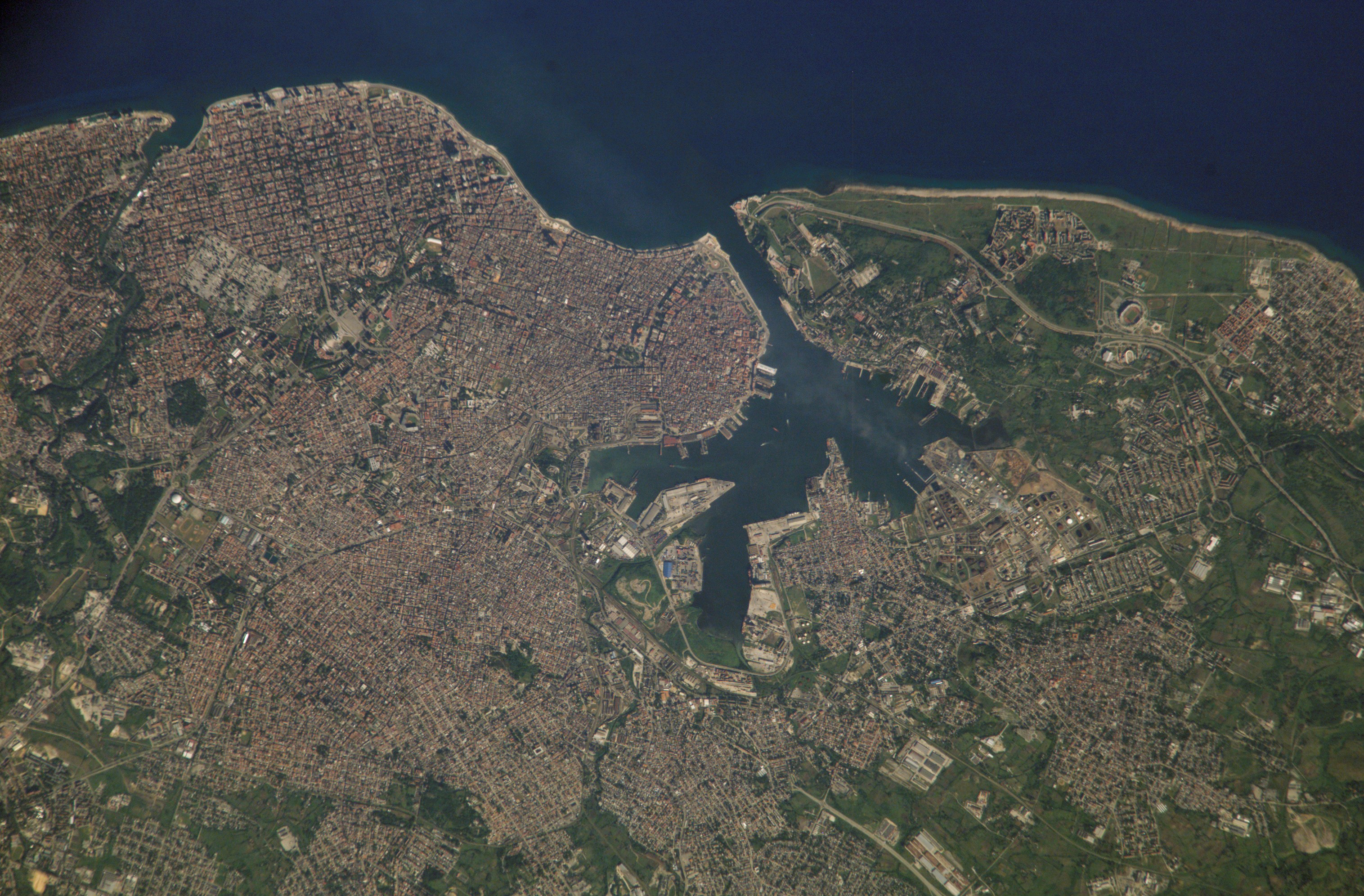
Foto satelital de La Habana.

En la bahía se ubica el puerto de La Habana, calificado históricamente como uno de los más abrigados y seguros de América. Es una bahía en forma de bolsa con un canal de entrada estrecho y profundo. Tiene una situación estratégica tanto geográfica como económica en la confluencia del estrecho de la Florida, el canal viejo de Bahamas y el golfo de México, junto a la corriente del Golfo. En su interior estalló el acorazado estadounidense Maine el 15 de febrero de 1898, hecho que significó el ingreso de los Estados Unidos en la Guerra del 95, también conocida como guerra hispano-cubano-estadounidense. La bahía es considerada una de las más contaminadas del mundo, debido a que a ella van a parar gran cantidad de desechos de la ciudad. En la actualidad se llevan a cabo varios proyectos de recuperación ambiental para la bahía de La Habana, que incluyen recogida de desechos sólidos, dragado, la construcción de una planta de tratamiento de residuales en el río Luyanó y el uso de bacterias especializadas en la descomposición del petróleo, uno de los más importantes contaminantes. El puerto de La Habana es el más importante de Cuba y durante la época colonial fue uno de los centros estratégicos para España, es por ello que la bahía se protegió con una red de fortificaciones muy importante, que incluyen al Castillo de la Real Fuerza, Castillo de los Tres Reyes del Morro, Castillo de la Punta, la Fortaleza de San Carlos de la Cabaña, el Castillo de Atarés y otros baluartes dedicados a la protección del puerto y la ciudad.
Uno de los elementos distintivos asociados a la bahía es el faro situado en la fortaleza de El Morro, cuya construcción data del siglo XVIII, y que actualmente funciona con un mecanismo óptico original de procedencia francesa, incluyendo los mecanismos de contrapeso y palancas para su operación, con un sistema de iluminación eléctrico (único cambio significativo realizado a esta obra).

## Clima

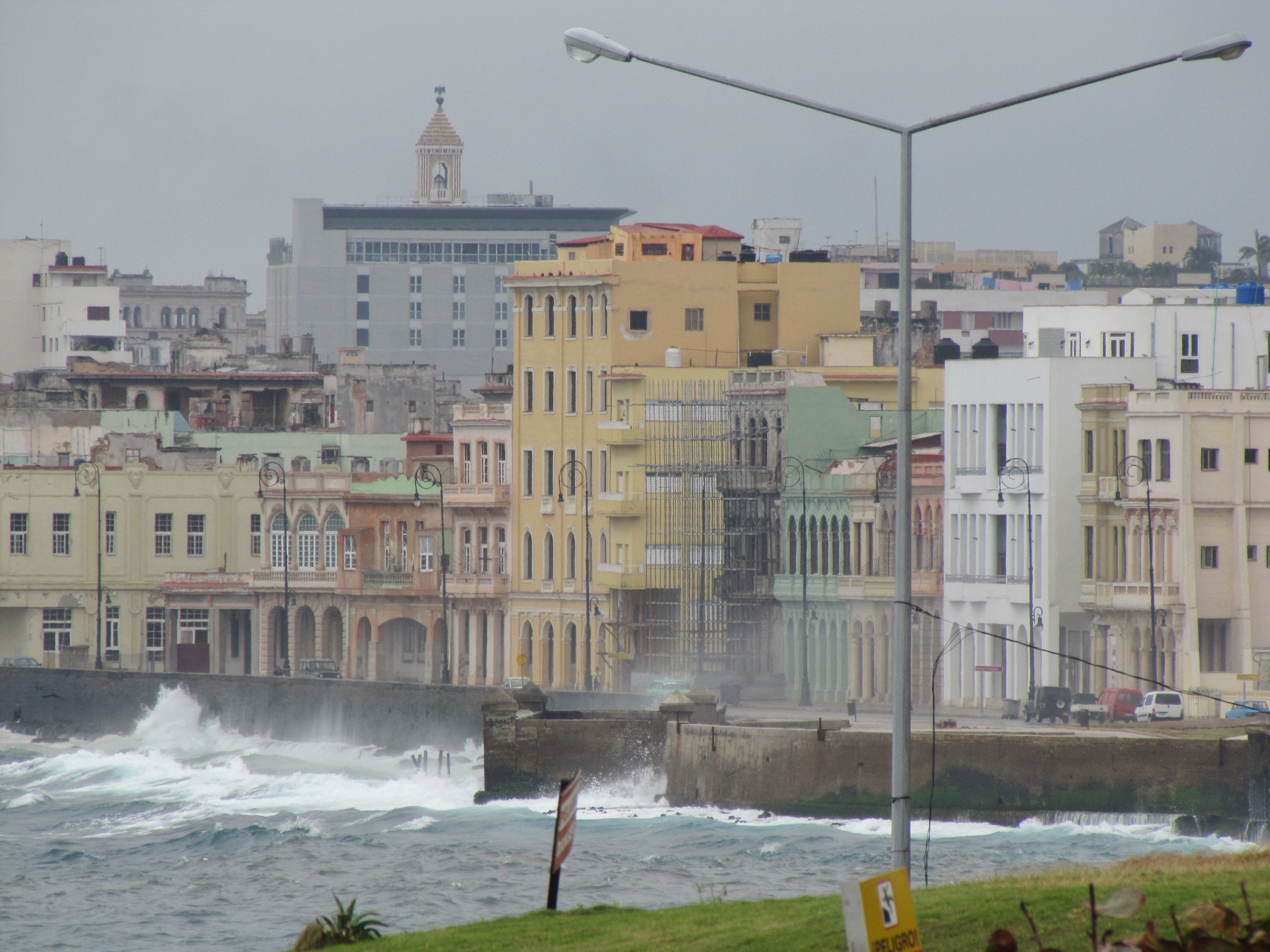
Día lluvioso en La Habana.

La Habana, como la mayor parte de Cuba, posee un clima tropical que es templado debido a la posición de la isla dentro del cinturón de los vientos alisios y por las cálidas corrientes marinas. Bajo la clasificación climática de Köppen La Habana tiene un clima de sabana tropical que limita estrechamente con un clima tropical monzónico. Sin embargo recibe una mínima influencia continental en invierno, lo que hace que las temperaturas sean relativamente más frescas en estos meses. El récord de temperatura mínima registrada es de 4 °C y se dio en enero de 2010 en el área del Aeropuerto Internacional José Martí. Esta temperatura mínima histórica fue superada por el récord de 3,2 grados Celsius (37,8 °F), que se registró el 30 de enero de 2022. La temperatura más alta registrada en la ciudad fue de 38.2 °C en septiembre de 2015.
Debido a la corriente del Golfo existe una gran influencia oceánica que se acentúa en las costas del occidente cubano. Las precipitaciones son abundantes en octubre y septiembre y bastante escasas entre marzo y mayo. Los huracanes que azotan la isla, en ocasiones han impactado la ciudad o sus alrededores provocando daños considerables.
Debido a su situación climatológica se puede viajar a La Habana durante todo el año; en verano y en fiestas decembrinas mayormente por ciudadanos de otras provincias del país, mientras que en invierno y primavera por turistas extranjeros. En verano, la temperatura puede llegar a ser en extremo calurosa por las tardes sobre todo en las zonas suburbanas, ya qué en el centro la brisa marina refresca.
| Ene   | Feb   | Mar   | Apr   | May   | Jun   | Jul   | Aug   | Sep   | Oct   | Nov   | Dec   |
| ----- | ----- | ----- | ----- | ----- | ----- | ----- | ----- | ----- | ----- | ----- | ----- |
| 23 °C | 23 °C | 24 °C | 26 °C | 27 °C | 28 °C | 28 °C | 28 °C | 28 °C | 27 °C | 26 °C | 24 °C |

| Parámetros climáticos promedio de La Habana, Cuba                  | Parámetros climáticos promedio de La Habana, Cuba | Parámetros climáticos promedio de La Habana, Cuba | Parámetros climáticos promedio de La Habana, Cuba | Parámetros climáticos promedio de La Habana, Cuba | Parámetros climáticos promedio de La Habana, Cuba | Parámetros climáticos promedio de La Habana, Cuba | Parámetros climáticos promedio de La Habana, Cuba | Parámetros climáticos promedio de La Habana, Cuba | Parámetros climáticos promedio de La Habana, Cuba | Parámetros climáticos promedio de La Habana, Cuba | Parámetros climáticos promedio de La Habana, Cuba | Parámetros climáticos promedio de La Habana, Cuba | Parámetros climáticos promedio de La Habana, Cuba |
| Mes                                                                | Ene.                                              | Feb.                                              | Mar.                                              | Abr.                                              | May.                                              | Jun.                                              | Jul.                                              | Ago.                                              | Sep.                                              | Oct.                                              | Nov.                                              | Dic.                                              | Anual                                             |
| ------------------------------------------------------------------ | ------------------------------------------------- | ------------------------------------------------- | ------------------------------------------------- | ------------------------------------------------- | ------------------------------------------------- | ------------------------------------------------- | ------------------------------------------------- | ------------------------------------------------- | ------------------------------------------------- | ------------------------------------------------- | ------------------------------------------------- | ------------------------------------------------- | ------------------------------------------------- |
| Temp. máx. media (°C)                                              | 25.8                                              | 26.1                                              | 27.6                                              | 28.6                                              | 29.8                                              | 30.5                                              | 31.3                                              | 31.6                                              | 31.0                                              | 29.2                                              | 27.7                                              | 26.5                                              | 28.8                                              |
| Temp. media (°C)                                                   | 22.2                                              | 22.4                                              | 23.7                                              | 24.8                                              | 26.1                                              | 27.0                                              | 27.6                                              | 27.9                                              | 27.4                                              | 26.1                                              | 24.5                                              | 23.0                                              | 25.2                                              |
| Temp. mín. media (°C)                                              | 18.6                                              | 18.6                                              | 19.7                                              | 20.9                                              | 22.4                                              | 23.4                                              | 23.8                                              | 24.1                                              | 23.8                                              | 23.0                                              | 21.3                                              | 19.5                                              | 21.6                                              |
| Lluvias (mm)                                                       | 64.4                                              | 68.6                                              | 46.2                                              | 53.7                                              | 98.0                                              | 182.3                                             | 105.6                                             | 99.6                                              | 144.4                                             | 180.5                                             | 88.3                                              | 57.6                                              | 1189.2                                            |
| Días de lluvias (≥ 1.0 mm)                                         | 5                                                 | 5                                                 | 3                                                 | 3                                                 | 6                                                 | 10                                                | 7                                                 | 9                                                 | 10                                                | 11                                                | 6                                                 | 5                                                 | 80                                                |
| Humedad relativa (%)                                               | 75                                                | 74                                                | 73                                                | 72                                                | 75                                                | 77                                                | 78                                                | 78                                                | 79                                                | 80                                                | 77                                                | 75                                                | 76.1                                              |
| Fuente: World Meteorological Organisation (UN), Climate-Charts.com |                                                   |                                                   |                                                   |                                                   |                                                   |                                                   |                                                   |                                                   |                                                   |                                                   |                                                   |                                                   |                                                   |

## Demografía

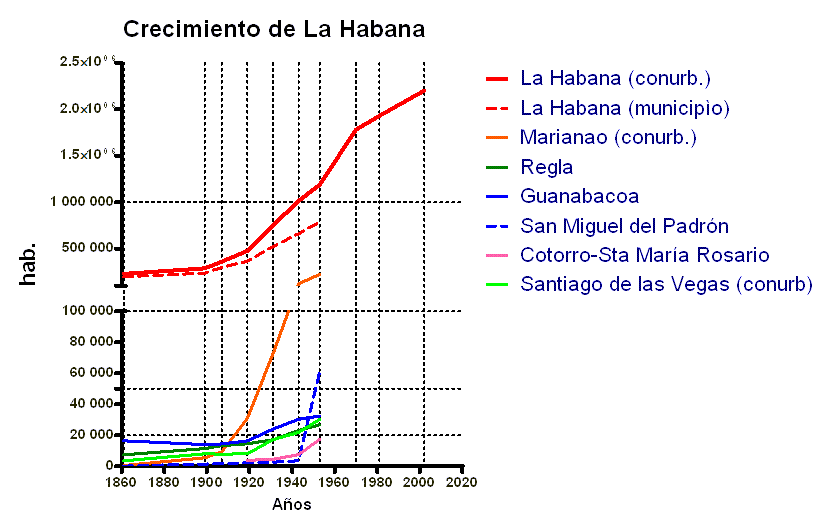
Crecimiento demográfico de la ciudad de La Habana. A partir de 1961 los antiguos núcleos poblacionales independientes se consolidaron organizándose, primero en la Región Habana Metropolitana (1961-1976), y después en la provincia de Ciudad de La Habana.

Según el censo de 2002, cuenta con 2 201 610 habitantes, con un área metropolitana de cerca de 3 millones (que incluiría la totalidad de la antigua Provincia de La Habana), siendo la segunda urbe más poblada del Caribe. Representa el 19,1% de la población del país. La Habana recibió grandes olas migratorias procedentes de España durante los siglos XVII al XX, fundamentalmente de Cataluña, Galicia y las islas Canarias, particularmente en las primeras décadas del siglo XX. Ya en aquel momento las urbanizaciones de La Habana desbordaron el territorio del municipio de La Habana propiamente y se establecieron, primero en el municipio de Marianao, y después en territorios del municipio de Guanabacoa. En 1943 esta aglomeración urbana superaba el millón de habitantes. El crecimiento urbano ha continuado consolidando un territorio urbanizado que unió los antiguos municipios de La Habana, Marianao, Regla, Guanabacoa, Santiago de las Vegas y Santa María del Rosario-Cotorro.
La ciudad cuenta con una amplia población de migrantes internos provenientes de todas las provincias del país y mayoritariamente de las provincias orientales. Una de las minorías étnicas importantes es la china, aunque en la actualidad solo quedan descendientes.
La población de no-cubanos es muy reducida, se trata sobre todo, de españoles emigrados durante la Guerra Civil, y en menor medida, rusos que emigraron durante la era soviética y refugiados del Sahara Occidental.

## Economía

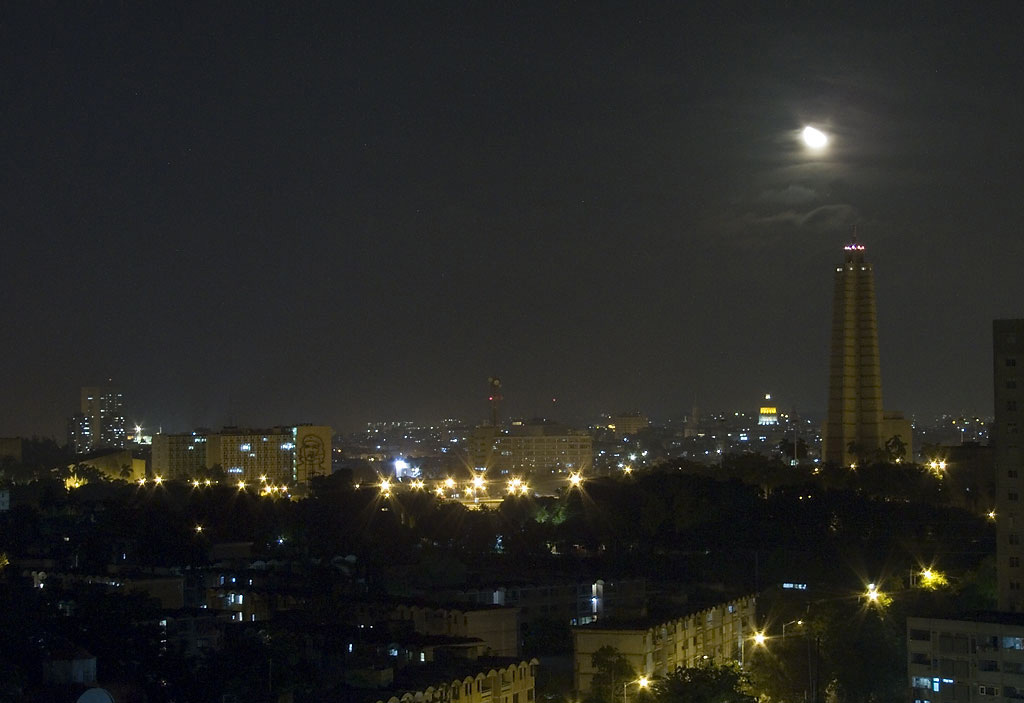
Vista nocturna de La Habana desde uno de los edificios altos del municipio Plaza en el barrio Nuevo Vedado

El desarrollo económico de La Habana se debió, en gran medida, a su ubicación geográfica, que la convirtió en uno de los principales nudos comerciales del Nuevo Mundo. Desde el inicio, la ciudad encontró una fuente de enriquecimiento en la industria azucarera y la trata de esclavos, y posteriormente cuando Cuba logró su independencia, se transformó en un famoso destino vacacional. A pesar de los esfuerzos que el gobierno de Fidel Castro ha dedicado a llevar la producción industrial a todos los rincones de la isla, La Habana continúa siendo el centro de una gran parte de la producción nacional industrial. La tradicional industria azucarera, que durante tres siglos sustentó la economía isleña. Es en La Habana donde están concentradas muchas de las instalaciones de la industria ligera, envasadoras de productos cárnicos e industrias químicas y farmacéuticas.
Otras importantes industrias situadas en La Habana son las plantas de elaboración de alimentos, los astilleros, plantas de ensamblaje de vehículos, productoras de bebidas alcohólicas (especialmente el ron), industrias textiles y de productos del tabaco, especialmente de los famosos habanos, un producto de renombre internacional. Aunque los puertos de Cienfuegos y Matanzas se han desarrollado bajo el gobierno revolucionario, La Habana continúa siendo el puerto principal de Cuba: 50 % de las importaciones y exportaciones pasan por la ciudad. Antes de 1990, este puerto sustentaba una industria pesquera considerable ya prácticamente inexistente, al desaparecer la flota cubana de pesca y la flota atunera.
A raíz del colapso de la Unión Soviética en 1991 y la intensificación del embargo estadounidense contra Cuba, La Habana y el resto del país experimentaron su peor crisis económica desde el triunfo de la revolución en 1959. A esta crisis se le denominó oficialmente el Periodo especial en Tiempo de Paz. Los efectos del Período Especial y la consecuente escasez de alimentos han tenido sus repercusiones más serias en la ciudad de La Habana.[cita requerida] Esta ciudad, con una población de unos 2,5 millones de habitantes (alrededor de un quinto de la población total del país), es la ciudad más grande del Caribe. Además de la disminución en la producción de alimentos necesarios para abastecer a la capital cubana, La Habana sufre también la escasez de petróleo, necesario para transportar, refrigerar y almacenar la comida proporcionada por el sector agrícola rural. La Habana ha sido designada como prioridad del Programa Nacional de Alimentos y la agricultura urbana ha sido una de las medidas tomadas para aumentar la seguridad alimenticia de la ciudad.
A partir de la caída de la Unión Soviética, el gobierno reanimó nuevamente la industria del turismo. Además en la década de 1980 se construyó en el oeste de la ciudad un polo científico con instituciones del sector de la biotecnología, que con un alto valor agregado exportan productos tales como medicamentos, equipos y vacunas, que compiten con homólogos de los países más desarrollados en este sector. La ciudad cuenta con un sector de servicios en ascenso, dirigido a los turistas y nacionales que posean pesos convertibles (los denominados CUC), se han establecido sucursales de todo tipo, desde autos como Peugeot o Mercedes-Benz, hasta de famosas marcas de perfumería y modas como Dolce & Gabbana, Zara o Benetton, lo que ha hecho renacer antiguas arterias comerciales como el bulevar de San Rafael, Galiano o la calle Obispo.

### Turismo

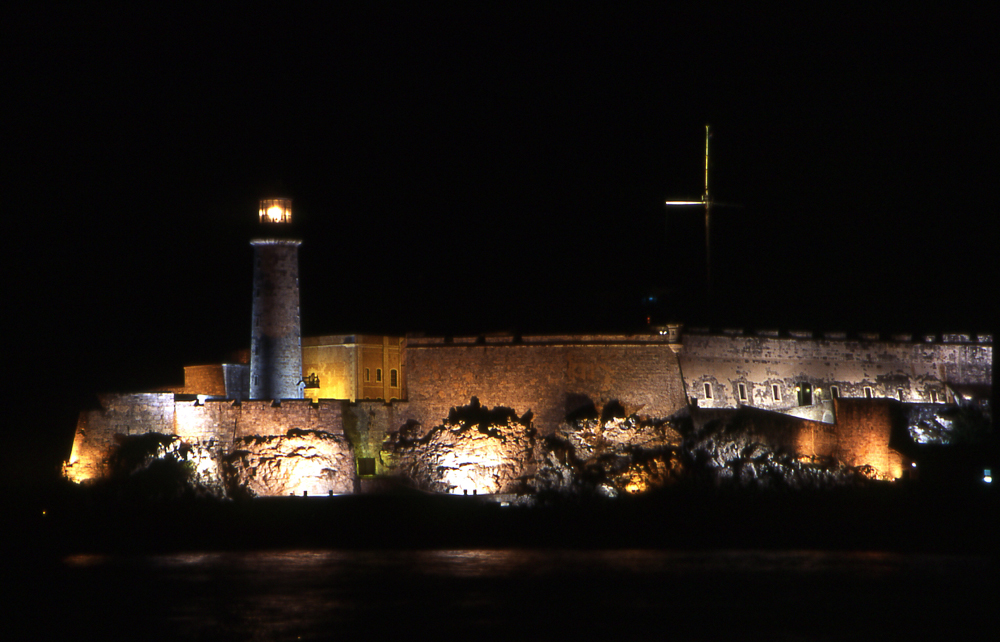
El Faro, junto al Castillo de los Tres Reyes del Morro, se ha convertido en un símbolo de La Habana.

Antes del triunfo de la revolución en 1959 –y especialmente entre 1915 y 1930– el turismo era una de las principales fuentes de divisas de Cuba (superada solo por el azúcar y el tabaco). La Habana era el destino más popular del Caribe, especialmente para los estadounidenses, quienes buscaban evadir las restricciones impuestas por la "ley seca" en ese momento.
Luego de experimentar una drástica disminución en el flujo de turismo hacia la isla (causado, principalmente, por la Gran Depresión, el fin de la ley seca en Estados Unidos y la Segunda Guerra Mundial), La Habana volvió a empezar a recibir visitantes en números significativos en los años 1950, cuando el crimen organizado estadounidense se apoderó de una buena parte de las industrias del ocio y el turismo del país.[cita requerida] Era la época en que el canciller cubano solía jactarse de que La Habana gastaba tanto dinero en fiestas como cualquier ciudad importante del mundo.[cita requerida] En esos momentos la isla era el eslabón más seguro en la cadena de narcotráfico controlada por la mafia,[cita requerida] cuyo destino final era los Estados Unidos.

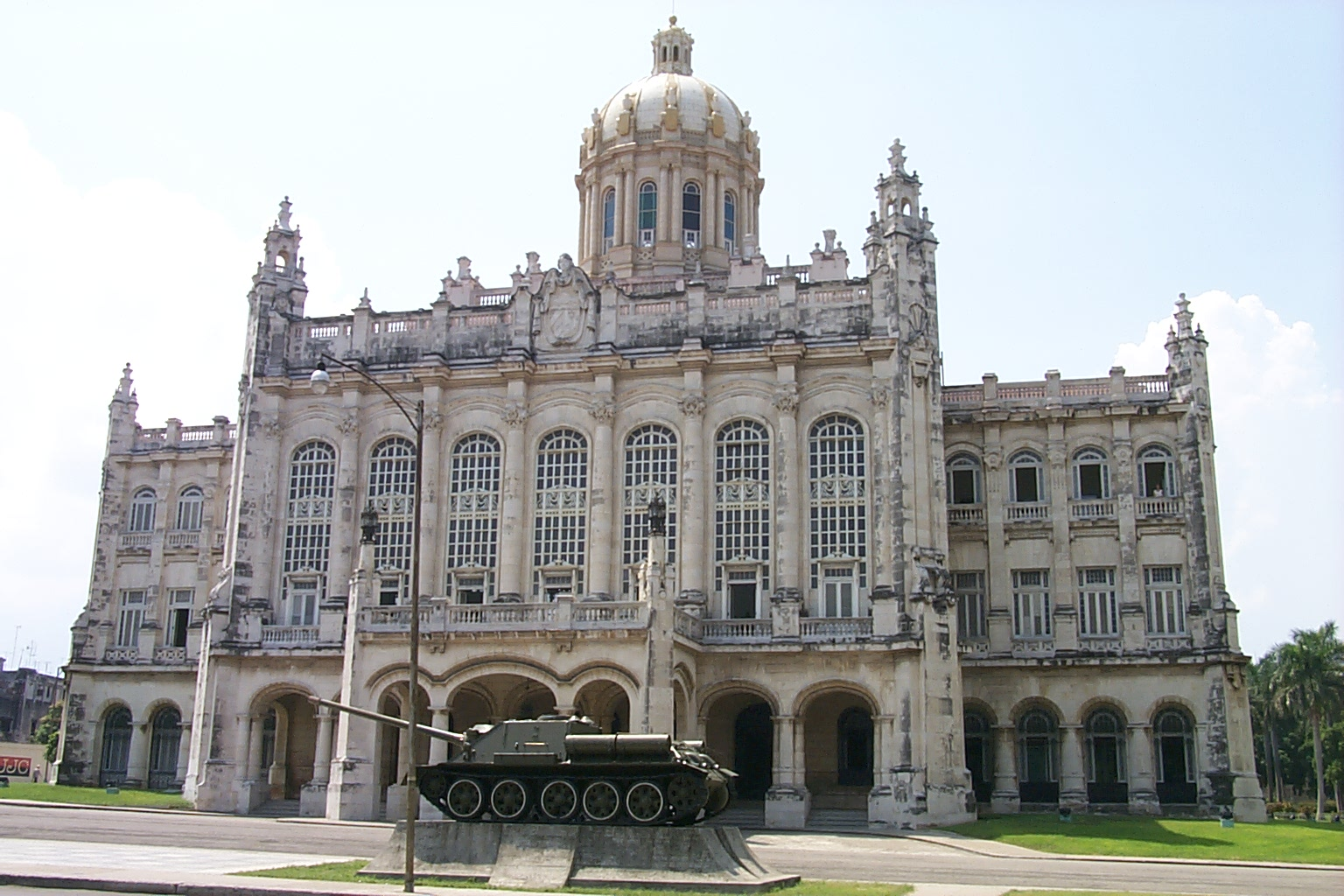
Antiguo palacio presidencial, hoy, Museo de la Revolución.

Fue la asociación del turismo con el mundo del juego y la prostitución lo que hizo que gobierno revolucionario establecido en 1959 viera este sector como un mal social que debía ser eliminado completamente.[cita requerida] Muchos bares y casas de juego fueron clausurados luego del triunfo de la revolución, y una nueva institución gubernamental, el Instituto Nacional de la Industria Turística, asumió el control de muchos locales.
Con el deterioro de las relaciones entre Cuba y los Estados Unidos y la imposición de un embargo comercial contra la isla en 1961, el turismo experimentó una caída drástica y no recuperó un volumen remotamente parecido al existente antes de la revolución hasta finales de la década de 1980. El gobierno revolucionario en general, y Fidel Castro en particular, se opusieron inicialmente a todo desarrollo significativo de la industria turística, para evitar que las nuevas generaciones de cubanos sufrieran las llamadas «desviaciones ideológicas», contagiados por los turistas. A finales de los años 1970, sin embargo, Castro cambió su posición al respecto, y en 1982 el gobierno cubano aprobó un decreto sobre la inversión extranjera que abrió varios sectores, incluido el del turismo, al capital extranjero.
Con la creación de firmas sustentadas por la inversión extranjera Cuba comenzó a atraer capital para el desarrollo hotelero y logró aumentar el número de turistas de 130 000 (en 1980) a 326 000 (para finales de esa década).

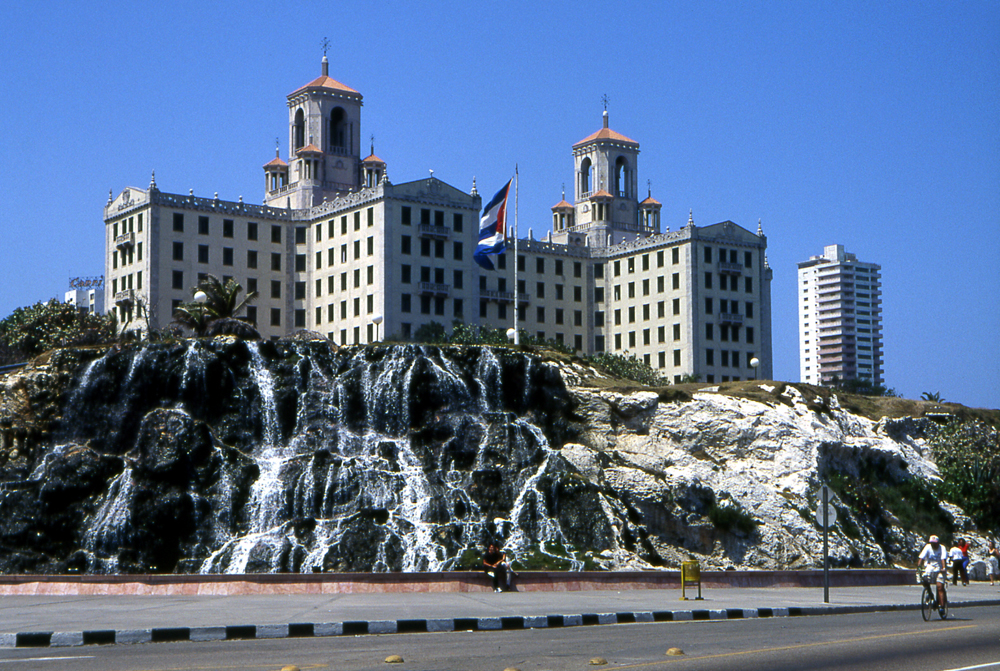
Hotel Nacional de Cuba.

Como resultado del colapso de la Unión Soviética y sus aliados de Europa del Este en 1989 y a principios de los años 1990, Cuba se sumió en una crisis económica y su economía registró una fuerte necesidad de divisas. La solución, nuevamente, fue recurrir al turismo, y el gobierno cubano invirtió sumas significativas en el sector para atraer visitantes al país. Como consecuencia de estas cuantiosas inversiones para 1995 esta industria se había transformado en la mayor fuente nacional de ingresos, superando a la decadente industria azucarera.

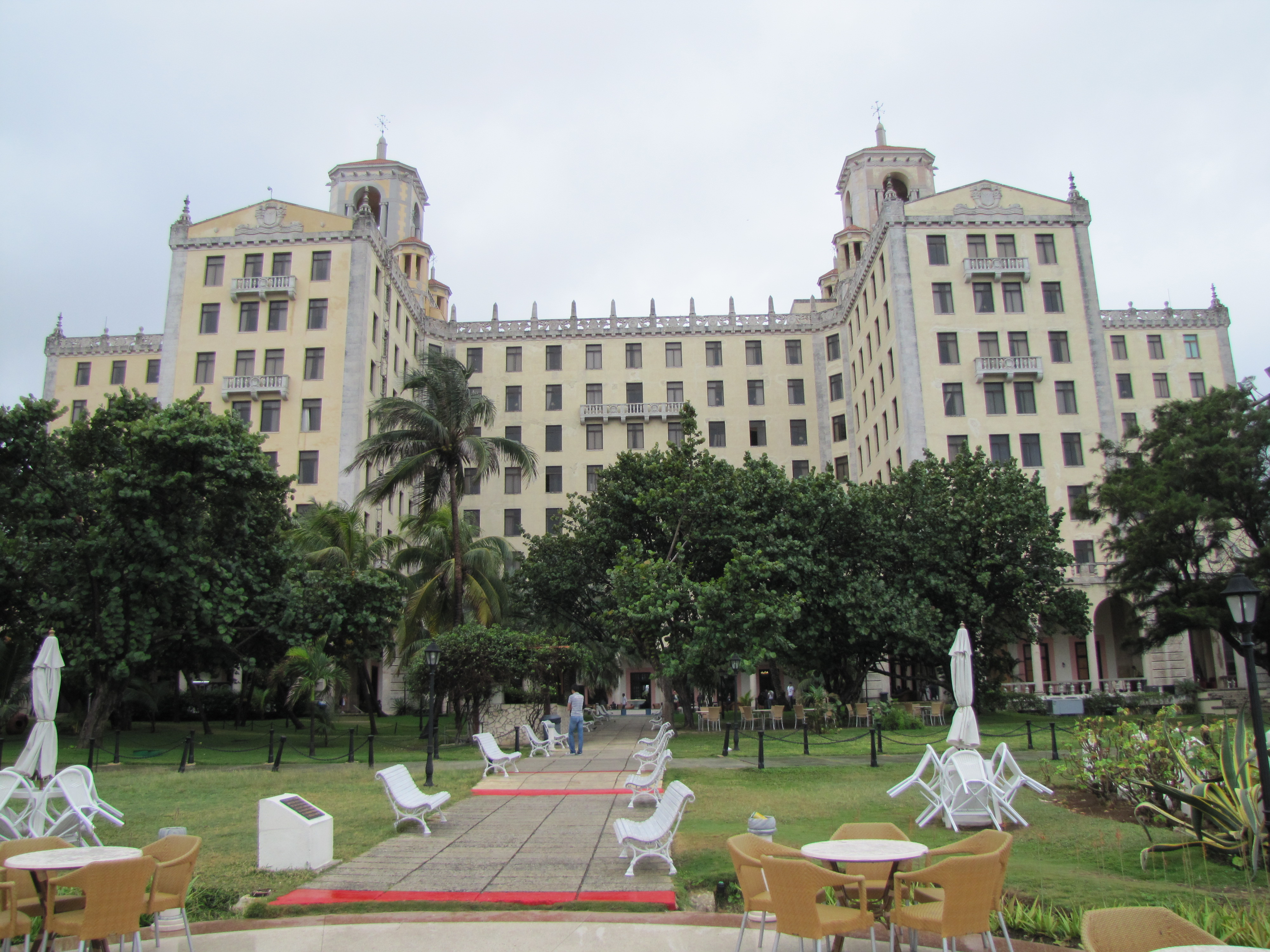
Otro ángulo del Hotel Nacional de Cuba

En la actualidad hay muchos hoteles de lujo en La Habana, tanto en la zona histórica como en los municipios de Playa y Miramar. La Habana tiene tradiciones, museos e instituciones que son verdaderos baluartes para la humanidad, lo que la hacen un destino priorizado en América Latina y el Caribe. En la actualidad la ciudad recibe más de 1 millón de turistas al año.
También existen arrendatarios particulares que ofrecen sus casas a los visitantes foráneos que visitan la isla, lo cual constituye una forma de turismo sustentable muy importante para la isla, dado que permite acercar al turista a la cultura cubana al mismo tiempo que colabora con el desarrollo de la economía local.
El principal atractivo turístico de La Habana es su casco histórico. Una auténtica obra maestra repleta de monumentos y edificaciones con estilos art decó, neoclásico y barroco colonial. 

## Organización territorial

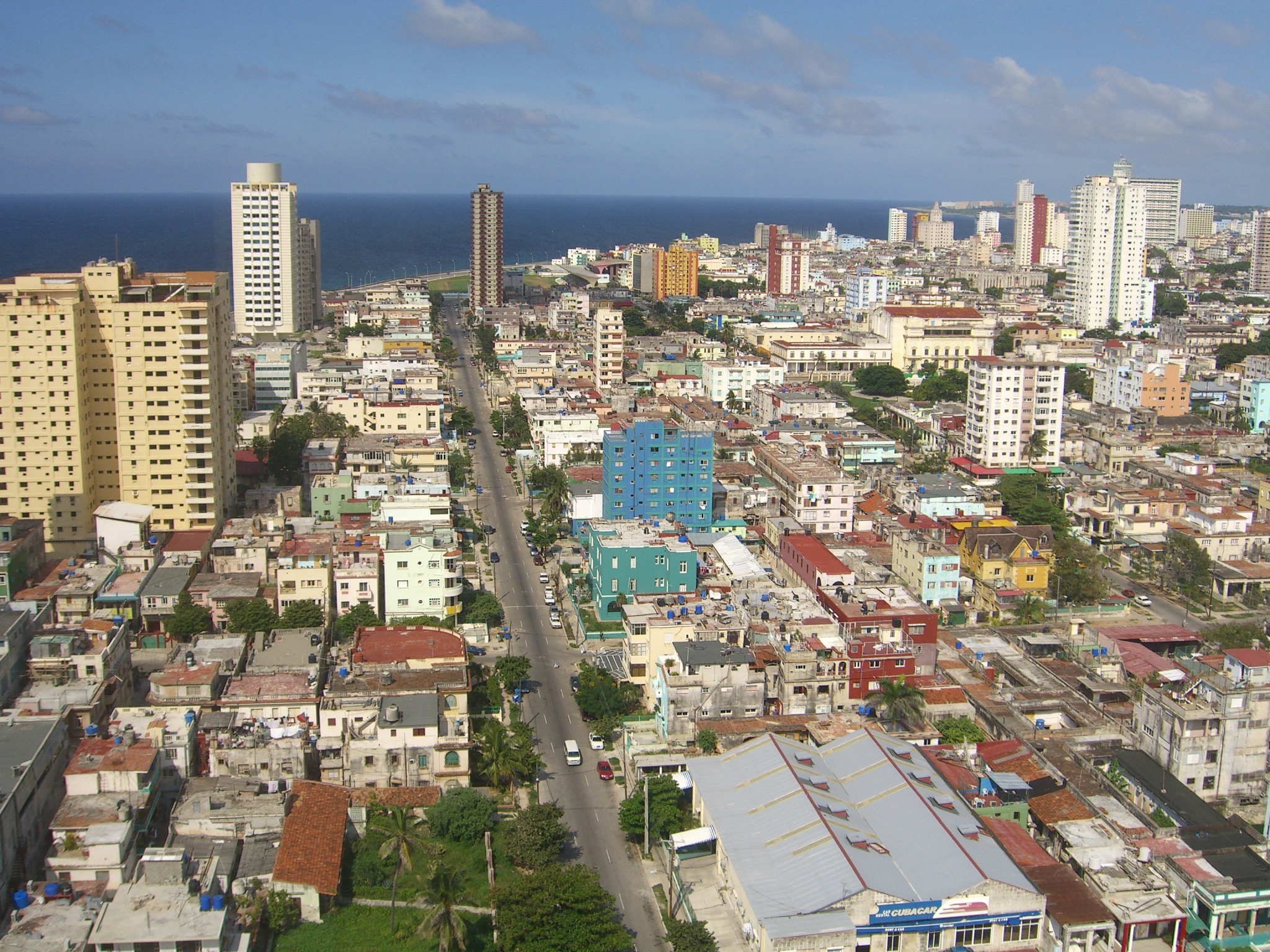
Calle 3ra en El Vedado, termina en la Avenida de los Presidentes, también conocida como Calle G

El territorio de la ciudad de La Habana tiene estatus de provincia desde 1976, una de las 15 en las que se divide el país. Desde 1976 hasta 2010 la provincia se denominaba Ciudad de La Habana y la denominación provincial de La Habana se aplicó al territorio que rodeaba la ciudad y que excluía a la misma, actualmente (2011) comprendido por las provincias de Artemisa y Mayabeque. La provincia de La Habana se divide administrativamente en 15 municipios.
Antes de 1961, La Habana era el nombre oficial sólo del municipio central de un área conurbada que abarcaba al menos 6 municipios: La Habana, Marianao, Regla, Guanabacoa, Santiago de las Vegas y Santa María del Rosario-Cotorro. Actualmente el territorio que ocupaba el antiguo municipio de La Habana (antigua Villa de San Cristóbal de La Habana) está dividido en 6 municipios (plaza de la Revolución, La Habana Vieja, Centro Habana, Diez de Octubre, Cerro y Arroyo Naranjo), además de la zona norte del actual municipio Boyeros (Altahabana). La ciudad, tal y como se concibe en la actualidad, comprende todo el territorio provincial, abarcando también los territorios de 9 municipios restantes (Playa, Marianao, La Lisa, Guanabacoa, Regla, Habana del Este, San Miguel del Padrón, Cotorro y Boyeros), que –además de las áreas propiamente urbanas– incluye también áreas suburbanas y ciertas zonas limítrofes aún rurales. No obstante, a los efectos oficiales, el 100 % de la población de La Habana se considera urbana.
En La Habana anterior a 1959, los barrios de las clases sociales altas se localizaban fundamentalmente al oeste como Vedado, Nuevo Vedado, Miramar, Havana Biltmore (renombrado como Siboney), Atabey, Náutico. En la actualidad, la separación de los barrios, repartos o municipios por clases sociales o por ingresos económicos no está claramente definida, aunque pueden apreciarse diferencias en sus niveles de vida.

## Arquitectura

### Colonial española y barroca

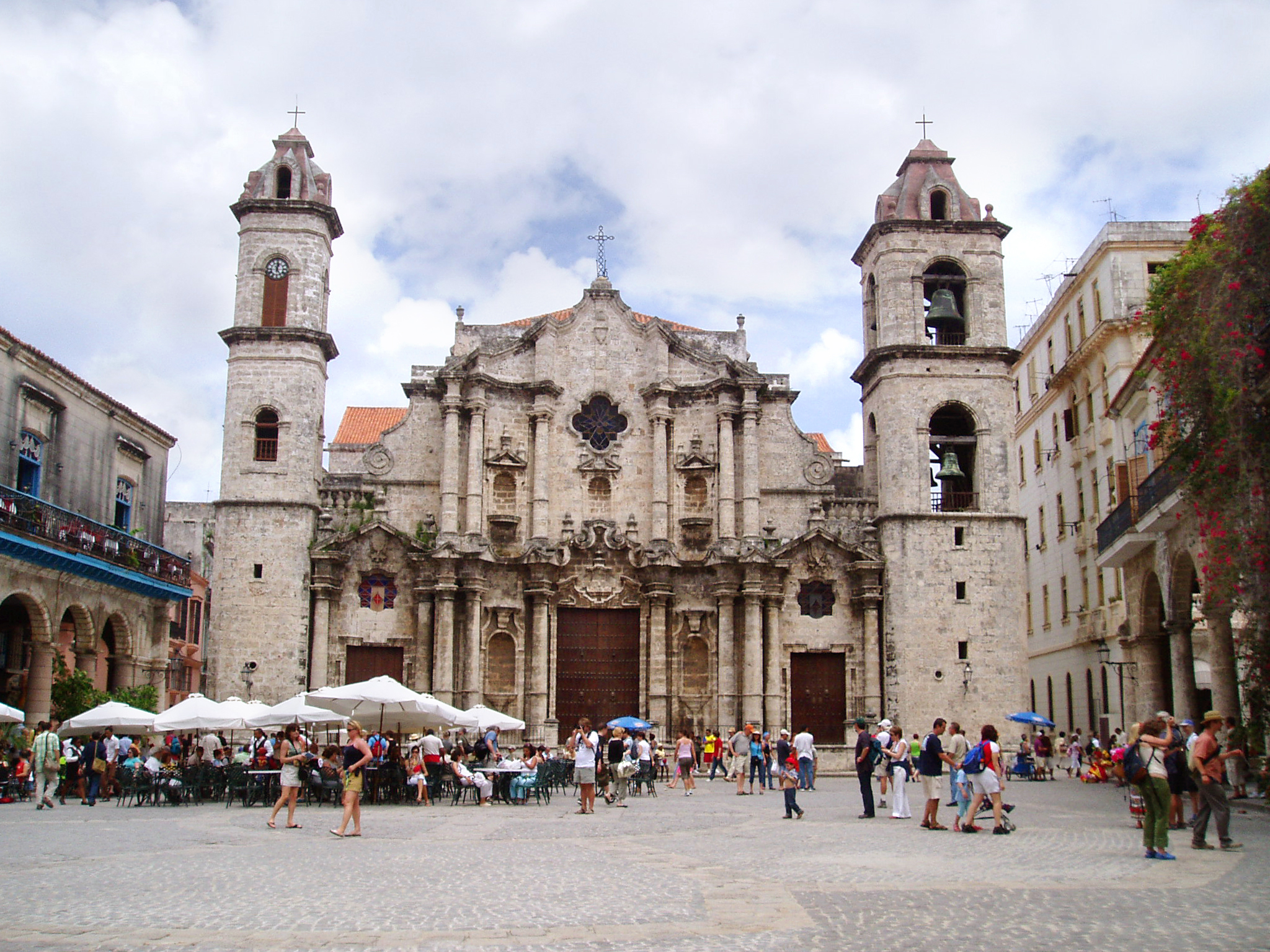
Catedral de La Habana.

Durante la colonia se trajeron las grandes riquezas de la América Española que conectaban a través de La Habana como un punto de concentración para el trasbordo importante entre el Nuevo Mundo y Europa. Como resultado La Habana era la ciudad más fortificada de las Américas. La mayoría de los ejemplos de arquitectura temprana pueden verse en las fortificaciones militares como la Fortaleza de San Carlos de la Cabaña (1558-1577) diseñada por Juan Antonelli y el Castillo del Morro (1589-1630).
Este se asienta a la entrada de la bahía de La Habana y proporciona una visión de la supremacía y riqueza de ese momento. La Habana Vieja también era protegida por una muralla defensiva empezada en 1674, pero ya habían crecido los límites de la ciudad cuando se completó en 1767, mientras se iniciaba el nuevo barrio de Centro Habana.
Puede verse la influencia de los diferentes estilos y culturas en la arquitectura colonial de La Habana, con un rango diverso de moro, español, italiano, griego y romano. El Convento de Santa Clara (1638) es un buen ejemplo del barroco español que influyó en la arquitectura. Sus grandes miradas del vestíbulo parecen una nave invertida y muestran la habilidad de artesanos de la época. La catedral de La Habana (1748-1777) dominando la plaza de la Catedral (1749) es el mejor ejemplo del Barroco cubano. Rodeándola están los palacios de los Condes de Casa-Bayona (1720-1746), Marqueses de Arcos (1746) y los Marqueses de Aguas Claras (1751–1775).

#### Arte Mudéjar

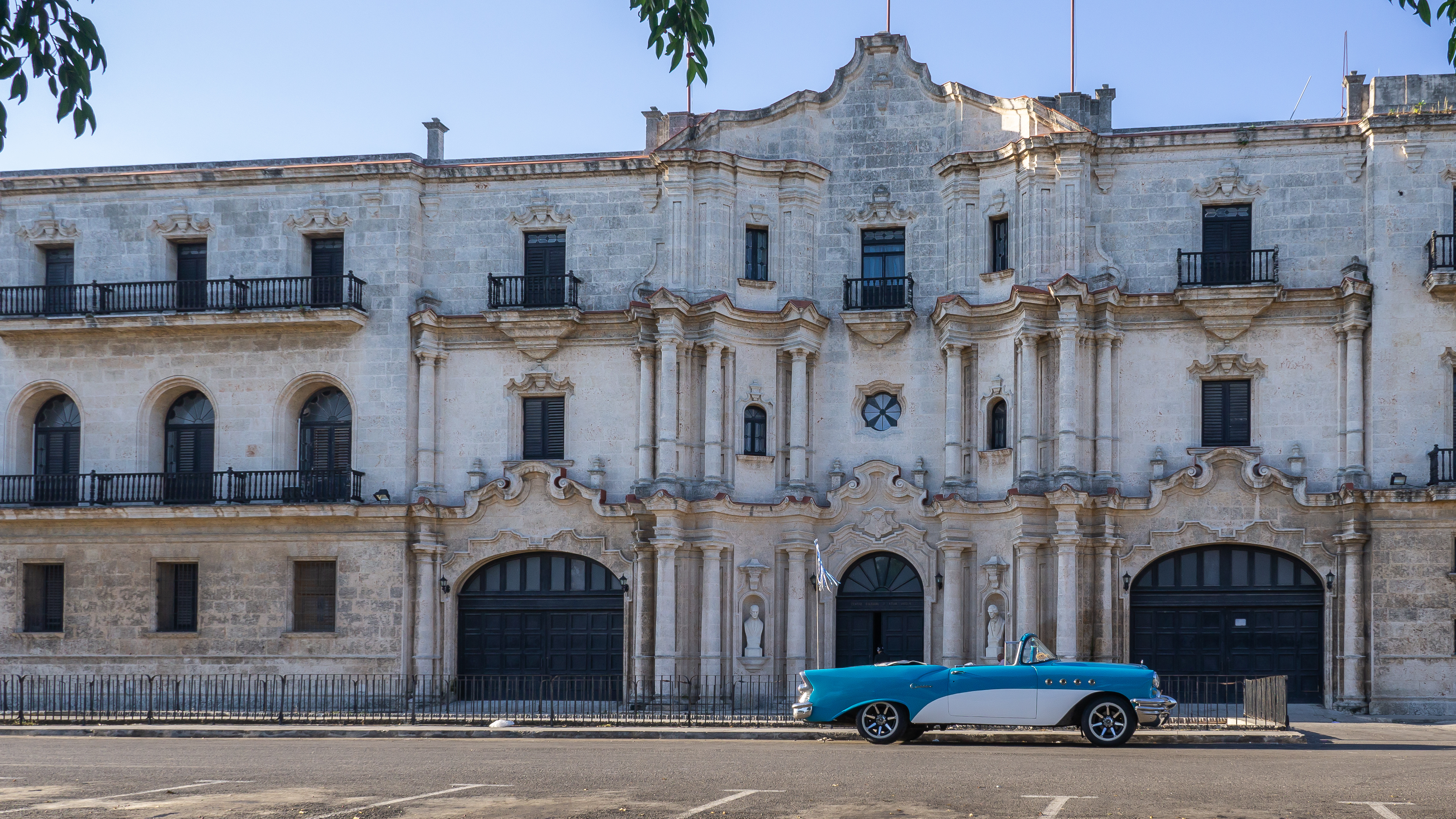
Seminario Conciliar de La Habana. Actual Centro Cultural Padre Félix Varela.

Durante el siglo XVII predominaban los formas y técnicas del arte mudéjar en Cuba. Esta arquitectura se había engendrado debido al clima cálido del terreno, que buscaba interiores frescos y amplios, a la gran oferta de maderas finas que se requerían para estas construcciones, como también por la pobreza de la arquitectura cubana, que encontraba la solución en las de armaduras de madera. El propósito no era imitar el arte de otros países, si no, poder lograr mantener en el tiempo esta arquitectura que había conseguido tal popularidad y se había expandido a través de constructores y artesanos españoles que emigraron a Cuba durante el siglo XVII.
En La Habana encontramos obras características de este arte, como lo es el Convento de Santo Domingo de La Habana. Esta iglesia contenía un alfarje que cubría la nave del templo con ménsulas aisladas que lo caracterizaban como parte. Las rejas de celosías torneadas en madera era otra de las expresiones arquitectónicas características de este arte que se reflejaban en la ciudad cubana, por ejemplo, en el Seminario Conciliar de La Habana.

### Neoclásica
La Habana tiene la única deuda a su arquitectura que las arcadas rítmicas se construyeron mayormente por población llegada de la España peninsular. Muchos patios interiores permanecen similares a los patios andaluces.[cita requerida] El Neoclasicismo afectó a todos los nuevos edificios en La Habana y puede verse por la ciudad. Se introdujeron muchos rasgos urbanos en la ciudad en el momento, incluso el gas, la iluminación pública en 1848 y el ferrocarril en 1837. En la segunda mitad del siglo XVIII, el azúcar y producción de café aumentaron rápidamente y se volvieron esenciales en el desarrollo del estilo arquitectónico más prominente de La Habana. Muchos habaneros adinerados tomaron su inspiración del francés; esto puede verse dentro de los interiores de casas de la clase alta como el Palacio de Aldama construido en 1844. Este es considerado el edificio residencial neoclásico más importante en Cuba y representa el plan de muchas casas de este período con los portales del neoclásico.
En 1925 Jean-Claude Nicolás Forestier, la cabeza de la planificación urbana en París, se trasladó a La Habana durante cinco años a colaborar con arquitectos y diseñadores del paisaje. En la planificación del «amo de la ciudad» su objetivo era crear un equilibrio armónico entre el formulario clásico y el paisaje tropical. Él abrazó la idea de que el camino de la ciudad conecta una red mientras se van acentuando los hitos prominentes. Su influencia ha dejado una marca grande en La Habana, aunque muchas de sus ideas eran el calzón cortado por la gran depresión en 1929. Durante las primeras décadas del siglo XX La Habana se extendió más rápidamente que en cualquier otro momento durante su historia. Las grandes riquezas incitaron estilos arquitectónicos influenciados desde el extranjero. La cresta del neoclasicismo vino con la construcción del distrito de El Vedado (empezado en 1859).

### Art nouveau, art déco y ecléctica

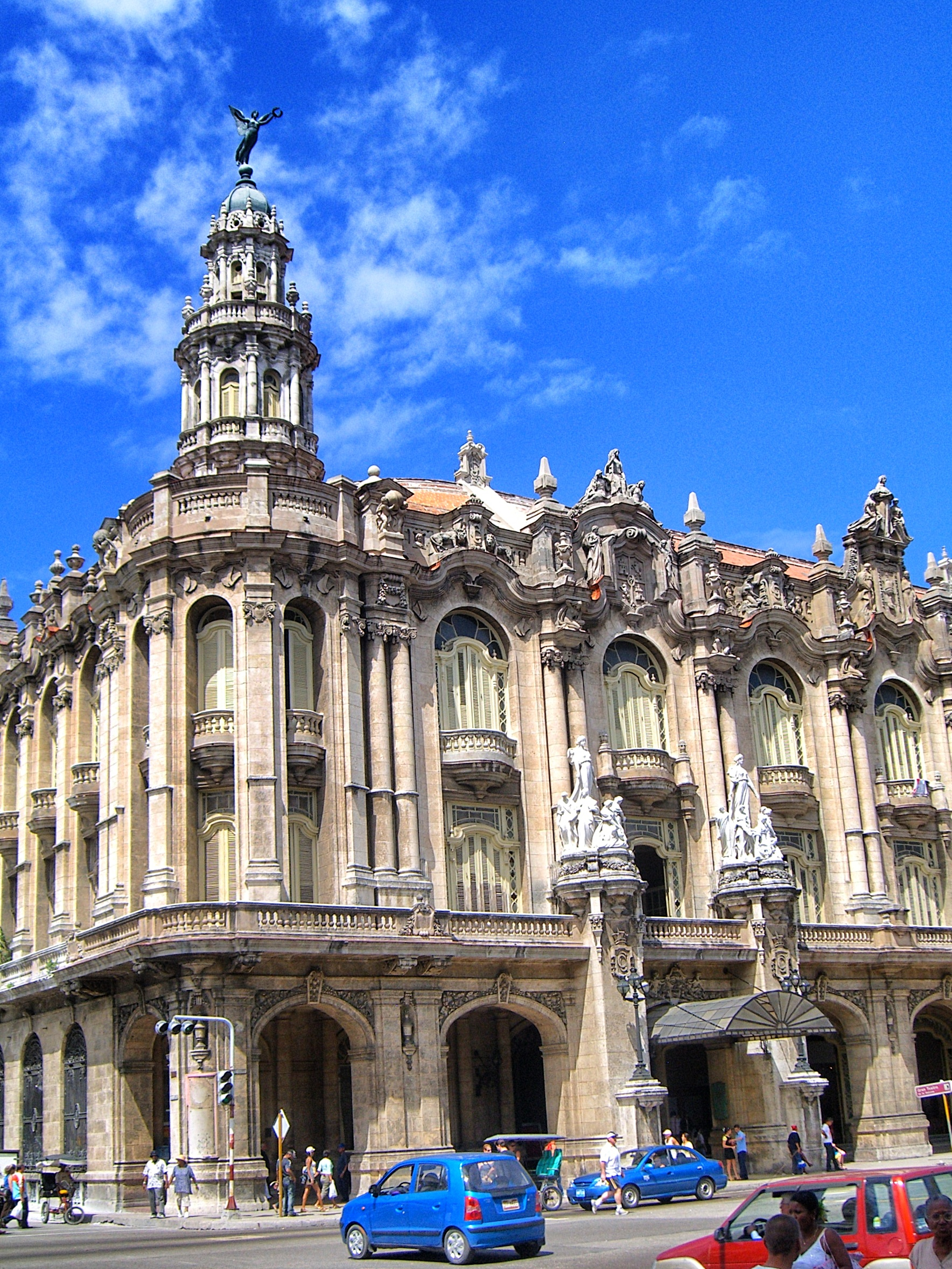
Gran Teatro de La Habana "Alicia Alonso", sede del Ballet Nacional de Cuba, de estilo renacentista con elementos barrocos (1907-1915).

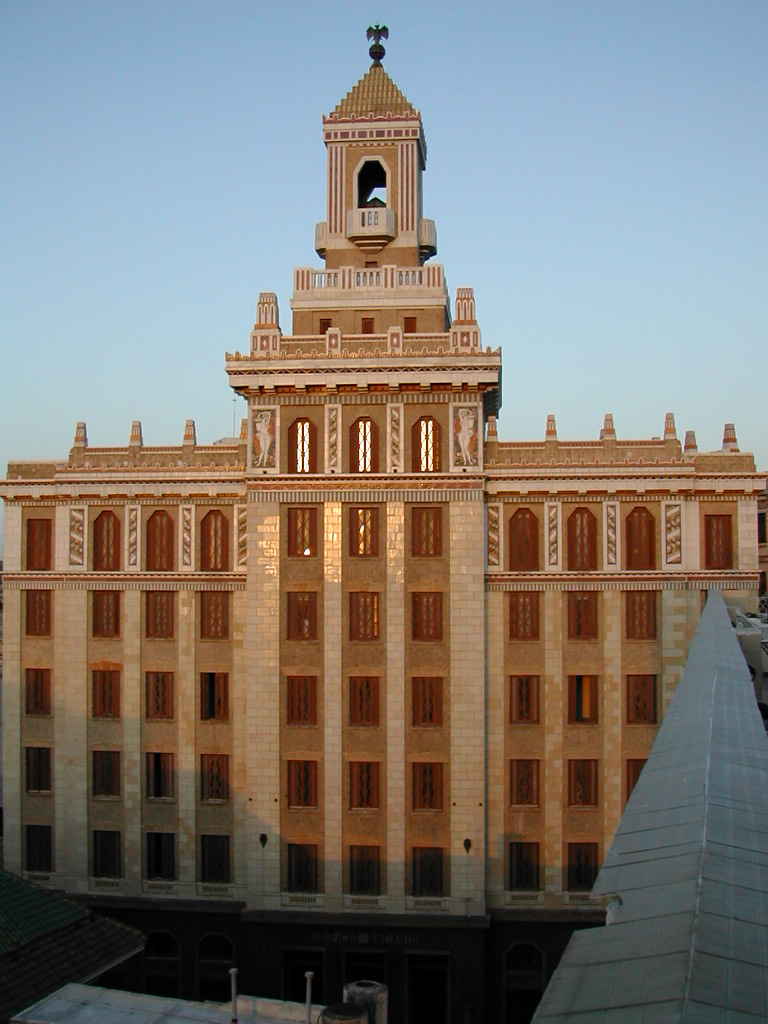
Edificio Bacardí.

Al inicio del siglo XX La Habana y Buenos Aires eran las más grandes y más importantes ciudades latinoamericanas en lo que se refiere a la arquitectura. Este período de estampida conocido como «las vacas gordas» cuenta con ejemplos grandes de edificios con influencias internacionales de art nouveau, déco y ecléctico. Sus suburbios se desarrollaron en lo que conocemos hoy como Miramar, Marianao, El Vedado y Playa. Miramar, lujuriante y adinerado, copió el modelo del suburbio americano y se volvió después de 1959 un barrio de diplomáticos, científicos, embajadores y turistas.
La Estación Central de Ferrocarriles (1912), la Universidad de La Habana (1906-1940) y el Capitolio (1926-1929) son ejemplos del estilo nouveau. El domo de Capitolio está a 62 metros y era el punto más alto en la ciudad y un ejemplo de la influencia de Estados Unidos en el momento.

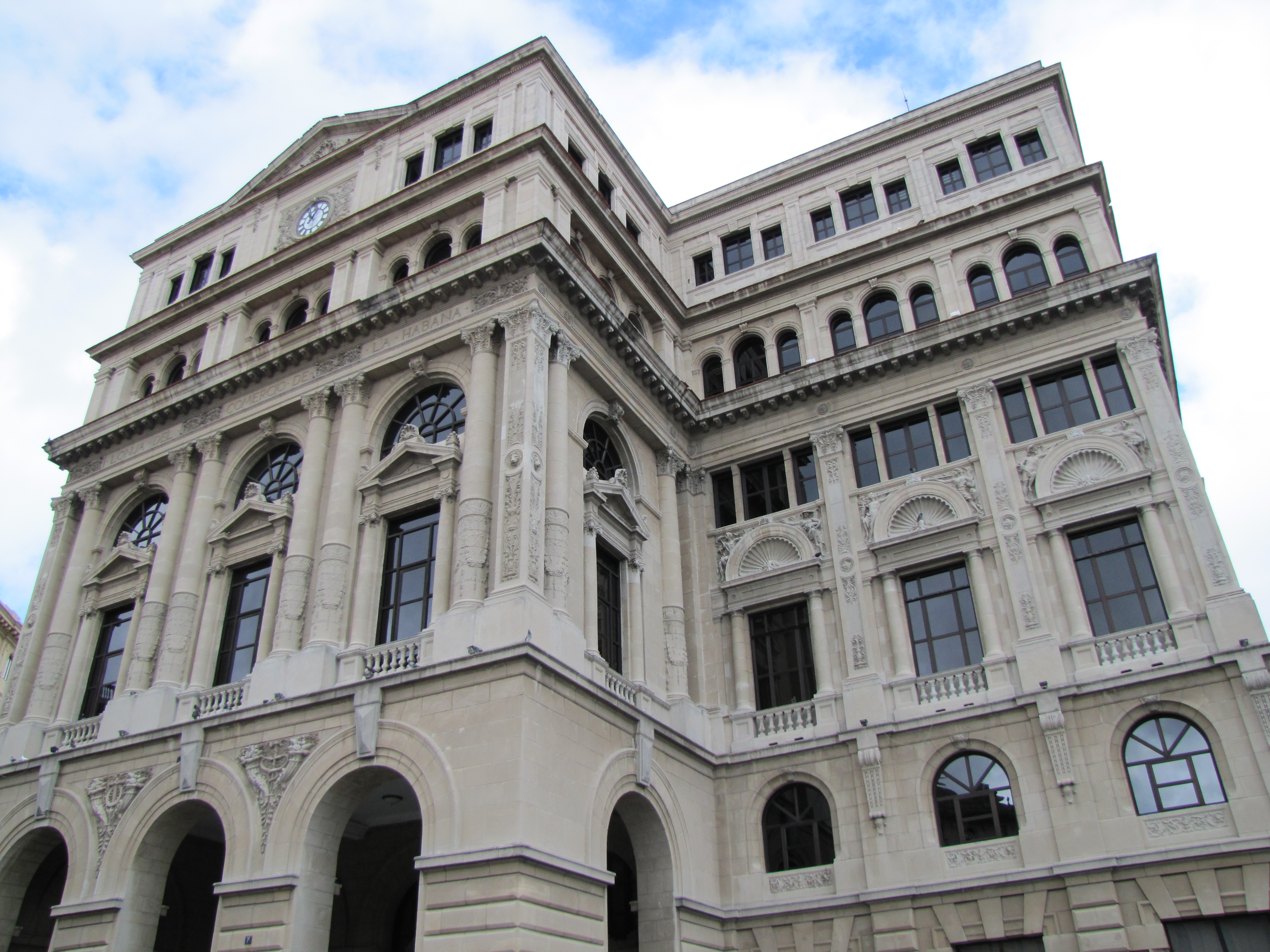
Lonja del Comercio de La Habana, de estilo renacentista y carácter ecléctico (1907-1909)

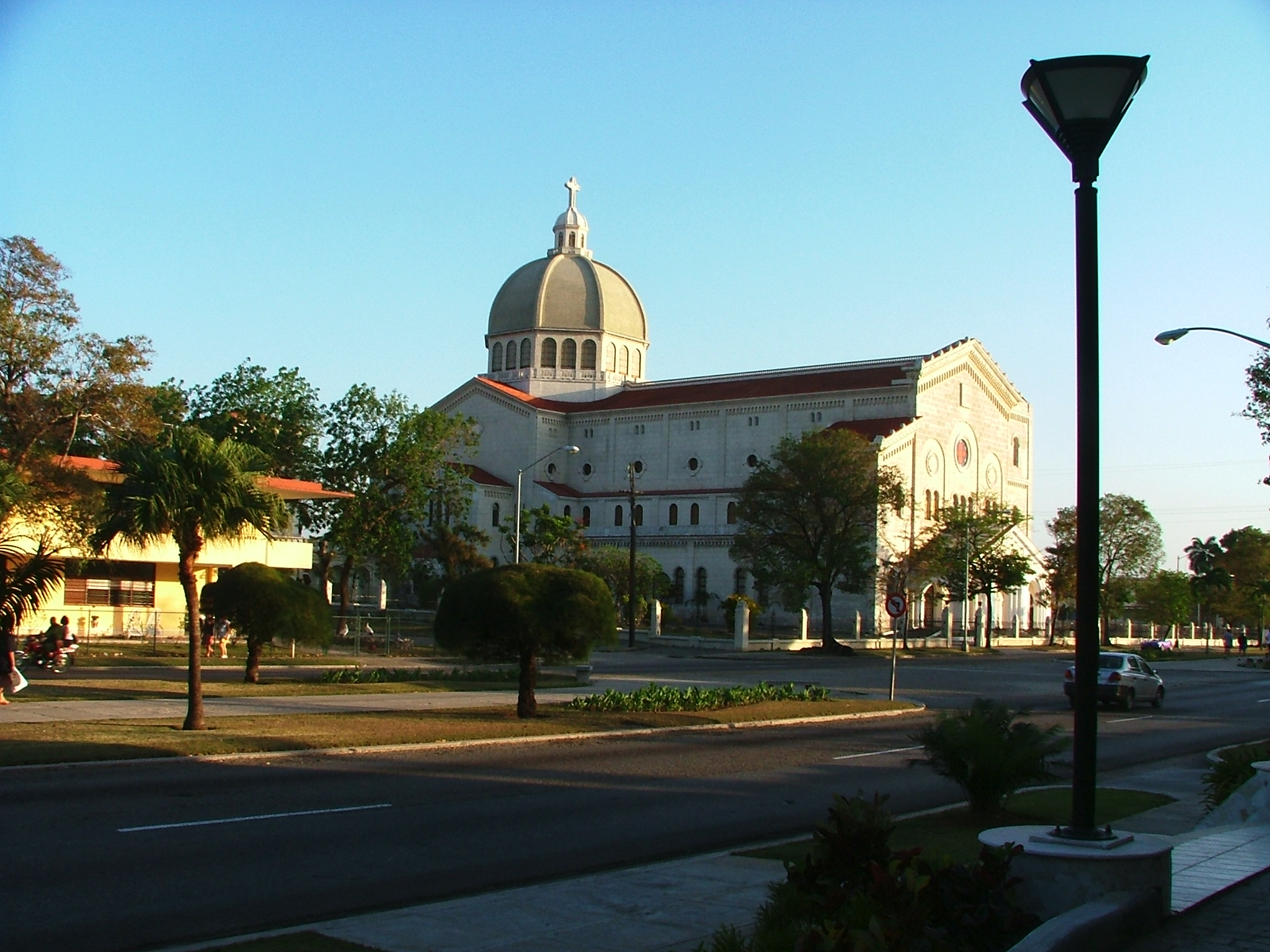
Iglesia Jesús de Miramar, uno de los mayores templos de Cuba

El edificio López-Serrano se construyó en 1932 por Ricardo Mira fue el primer edificio alto en Cuba, inspirado en el Rockefeller Center de Nueva York. Su influencia puede verse en muchos edificios de Miami y Los Ángeles.
El edificio Bacardí (1930) es uno de los más grandes edificios de La Habana y el mejor ejemplo de art déco. Localizado en una loma pequeña que pasa por alto la entrada a la bahía de La Habana, está el Hotel Nacional, construido en 1929-30 a través de un acuerdo entre el gobierno cubano y el de Estados Unidos.

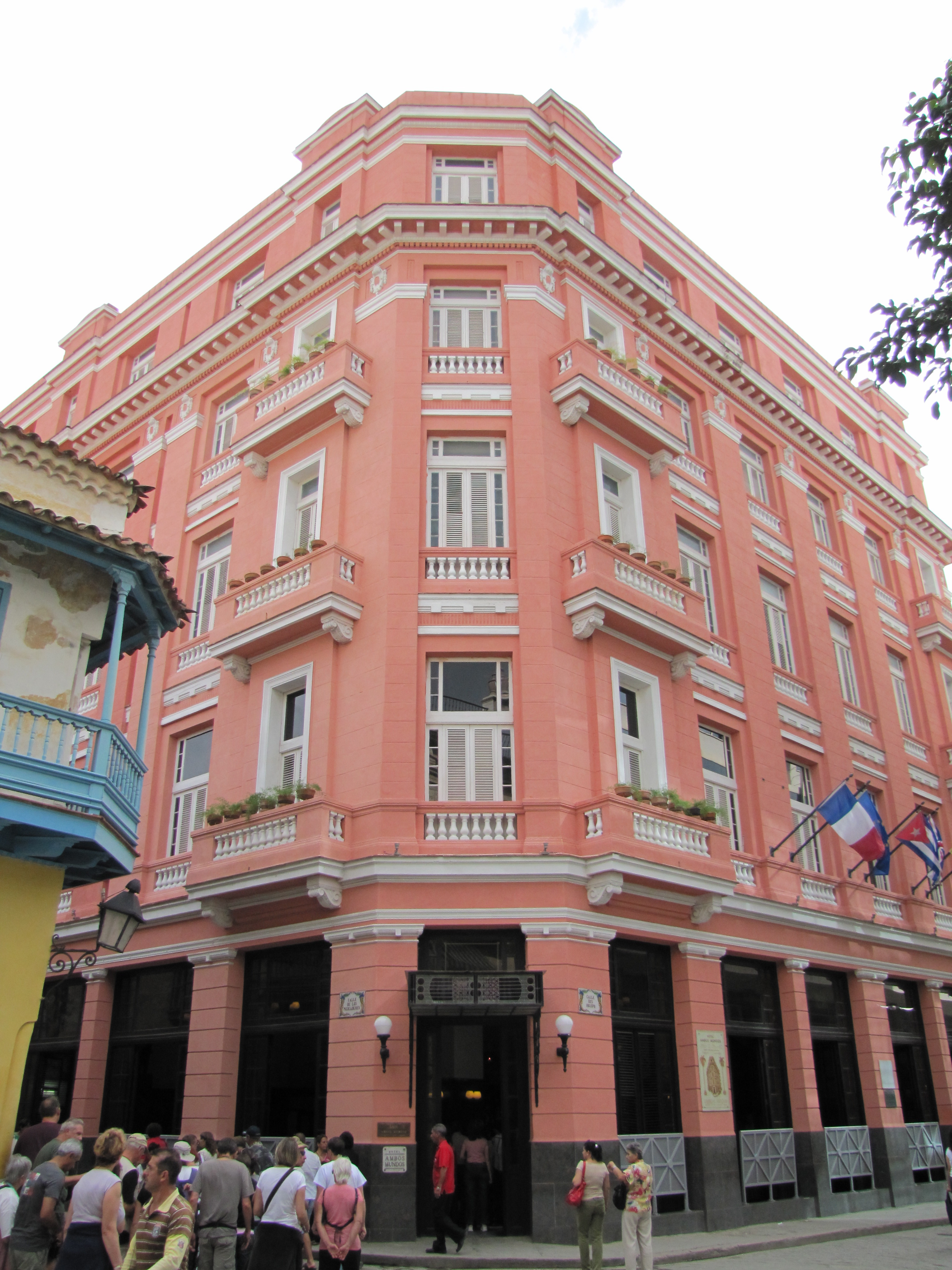
Hotel Ambos Mundos, de estilo ecléctico (principios del)

No obstante, existen importantes obras que tienen un estilo diferente, surgidas luego del triunfo de la revolución. El Palacio de las Convenciones es una muestra de la combinación de la arquitectura colonial y la influencia de la Unión Soviética. A partir de 1995 se construyeron hoteles como el Meliá Cohiba, el Panorama, el Meliá Habana y el Rampa, caracterizados por sus líneas rectas y paredes de cristal, metal, concreto y adornados con plantas colgantes.

### El Movimiento Moderno

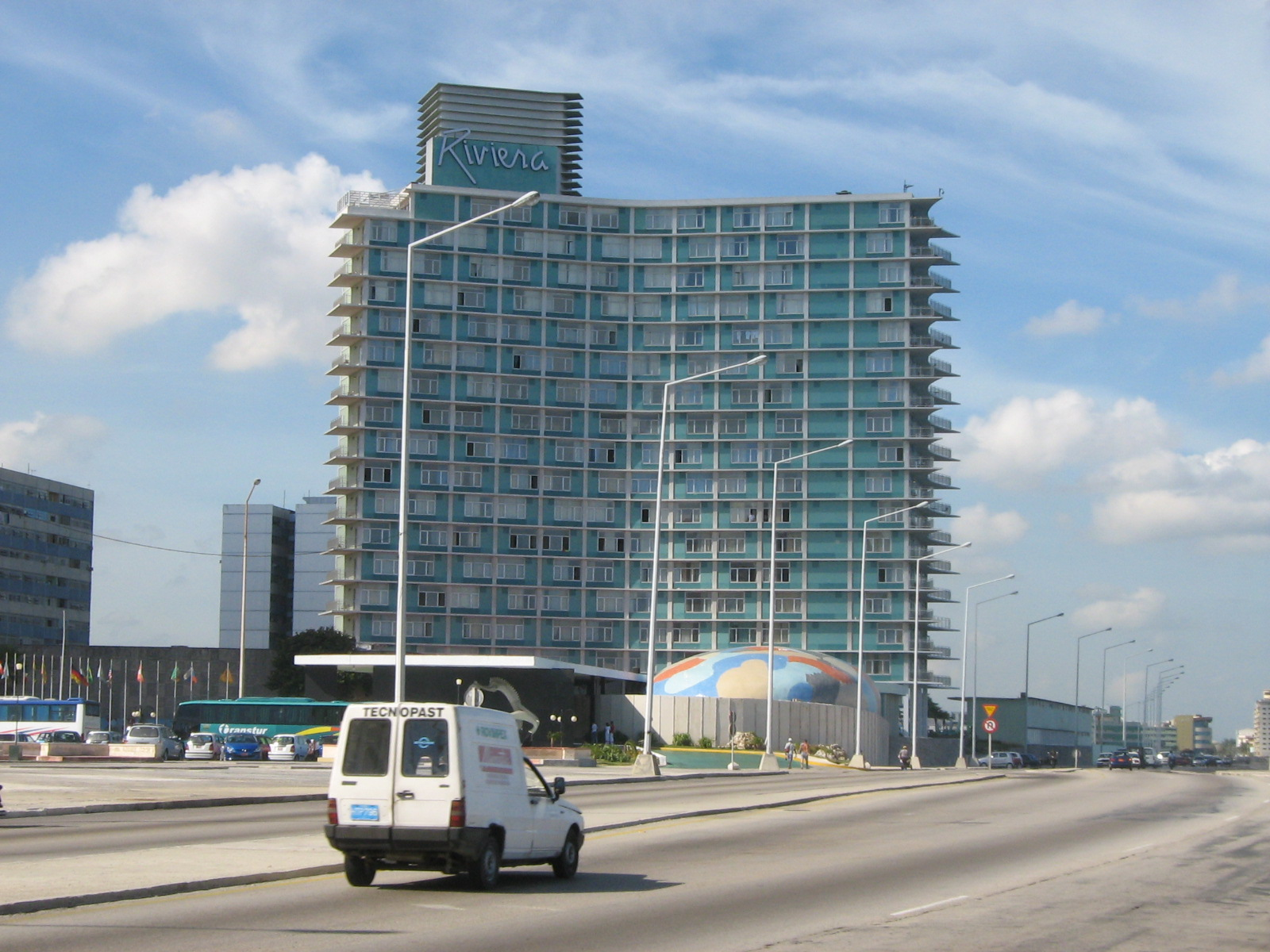
Hotel Habana Riviera frente al Malecón habanero en la barriada El Vedado.

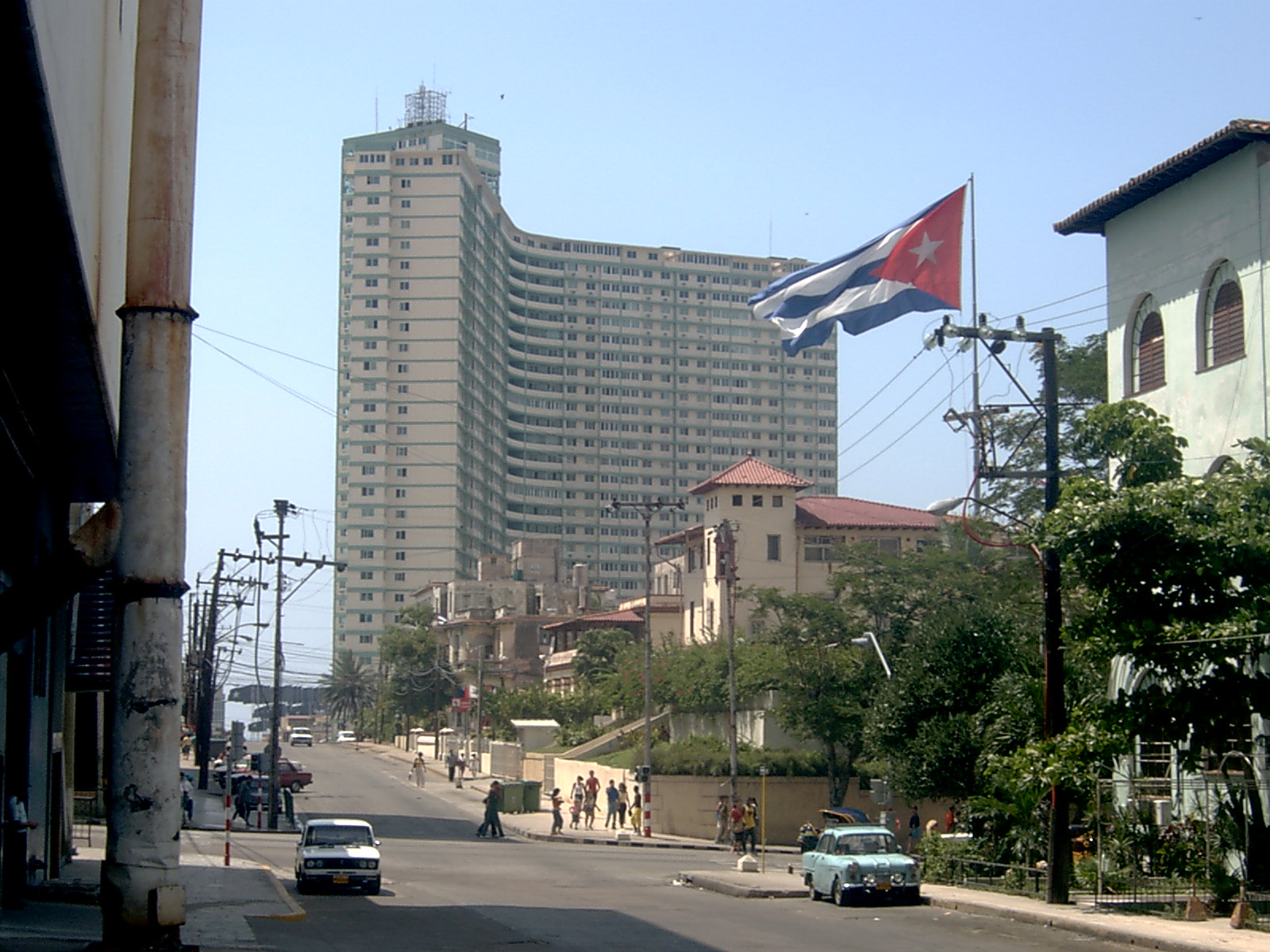
Edificio Focsa

La Habana, como Las Vegas en la década de 1940, se desarrolló al comercializarse como un destino para jugar y disfrutar de fiestas en playas de mucho sol.
Muchos edificios de oficinas y complejos de apartamentos, junto con algunos hoteles aprobados por Fulgencio Batista, fueron alterando el skyline de modo llamativo. Por consiguiente, el modernismo transformó mucho la ciudad y debe notarse por sus edificios individuales de calidad alta, en lugar de sus edificios importantes más grandes. Un ejemplo del último grupo es el Hotel Habana Libre (1958), que antes de la revolución era el Havana Hilton Hotel.

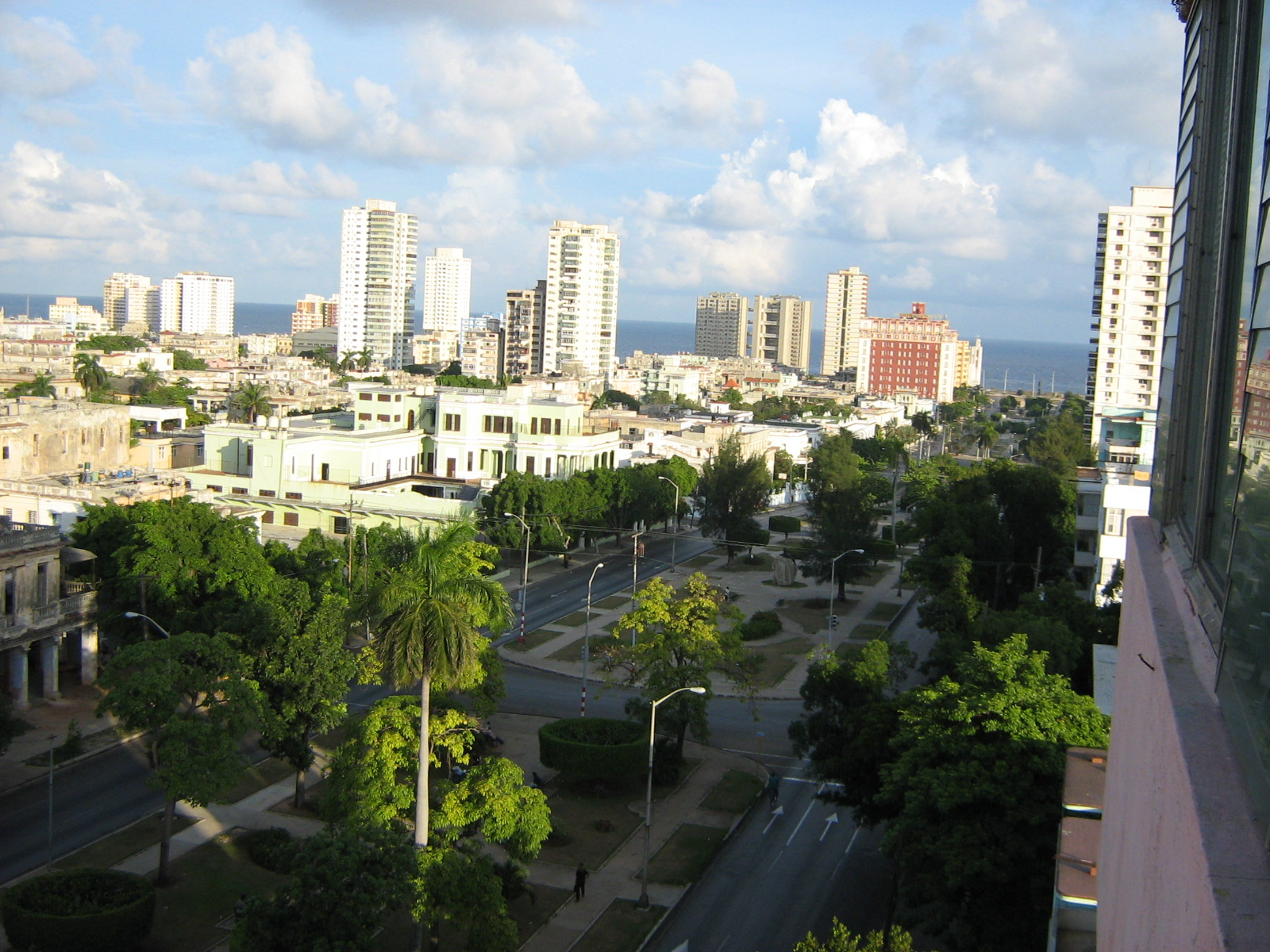
Avenida de los Presidentes (calle G) en el barrio de El Vedado

Los arquitectos famosos como Walter Gropius, Richard Neutra y Oscar Niemeyer todos atravesaron la ciudad mientras pueden verse las influencias fuertes en La Habana en este momento de Le Corbusier y Ludwig Mies van der Rohe.
El edificio Focsa (1956), del arquitecto español Martín Domínguez, también situado en El Vedado, representa la cima del desarrollo de los edificios denominados entonces de propiedad horizontal. Este complejo de 39 niveles fue concebido y se basó en las ideas de Le Corbusier de una ciudad autónoma dentro de una ciudad. Contaba con 400 apartamentos, garajes, una escuela, un supermercado, y restaurantes en la cima. Esta era la estructura de hormigón armado más alta del mundo en el aquel momento (no usando ningún marco de acero).
El Hotel Riviera (1957) diseñado por Irving Feldman, sobresaliendo sobre el Malecón en La Habana, era otra figura de edificio angular y futurista en el área de Vedado, impresionante para su era. Cuando abrió, el Riviera era el Casino-hotel más grande en Cuba o en cualquier parte del mundo, fuera de Las Vegas. El Hotel Habana Hilton (hoy Habana Libre), en 1958, superó en tamaño a todos los hoteles anteriores en solo un año.

### Segunda mitad delsigloXXe inicios delsigloXXI
Hay un límite muy definido entre la evolución de la arquitectura habanera antes y después de 1959. Desde esta fecha hasta el presente la misma se ha caracterizado por un continuado deterioro y por la ausencia de un criterio de armonía a largo plazo. Cabe destacar en esta etapa los siguientes acontecimientos más o menos puntuales:
- La construcción de repartos y el movimiento de microbrigadas de la construcción desde 1960. La construcción de urbanizaciones en varias zonas de La Habana han sido realizadas al estilo soviético, haciendo que parezcan sin serlo, verdaderos guetos y que en vez barrios de La Habana, parezcan distritos de Kiev o Moscú. El ejemplo más significativo es la ciudad de Alamar. Además se han construido con este estilo los repartos de Alberro, San Agustín, Antonio Guiteras, Eléctrico y otros similares. En este mismo sentido destaca la construcción de los institutos de secundaria y preuniversitario en el campo como por ejemplo, los más de veinte edificios que constituyen la Escuela Vocacional Lenin en Arroyo Naranjo.[56]

- La construcción atípica de la embajada de la Unión Soviética en la Quinta Avenida de Playa, diseñada por Alexander G. Rochegov.[57]

- La construcción del Polo Científico del Oeste. Entre las décadas de 1980 y 1990 se construyeron en el municipio Playa varios edificios que integraron la comunidad científica más extensa del país.

- La reconstrucción de La Habana Vieja. Desde finales de la década de 1980, la Oficina del Historiador de La Habana y sus empresas asociadas han promovido, financiado y ejecutado la reconstrucción de las partes más antiguas y significativas de la Villa, intentando respetar al máximo la construcción original y procurando la armonía entre habitabilidad y atracción turística.[58]
- La intensiva construcción de hoteles desde principios de la década de 1990 en los municipios de mayor interés turístico entre los que resaltan el Meliá Cohiba de El Vedado, el Meliá Habana de Playa, los hoteles Santa Isabel y parque Central en La Habana Vieja, entre otros muchos. También destaca la construcción del Miramar Trade Center y la ampliación del Aeropuerto José Martí.[58]

## Cultura

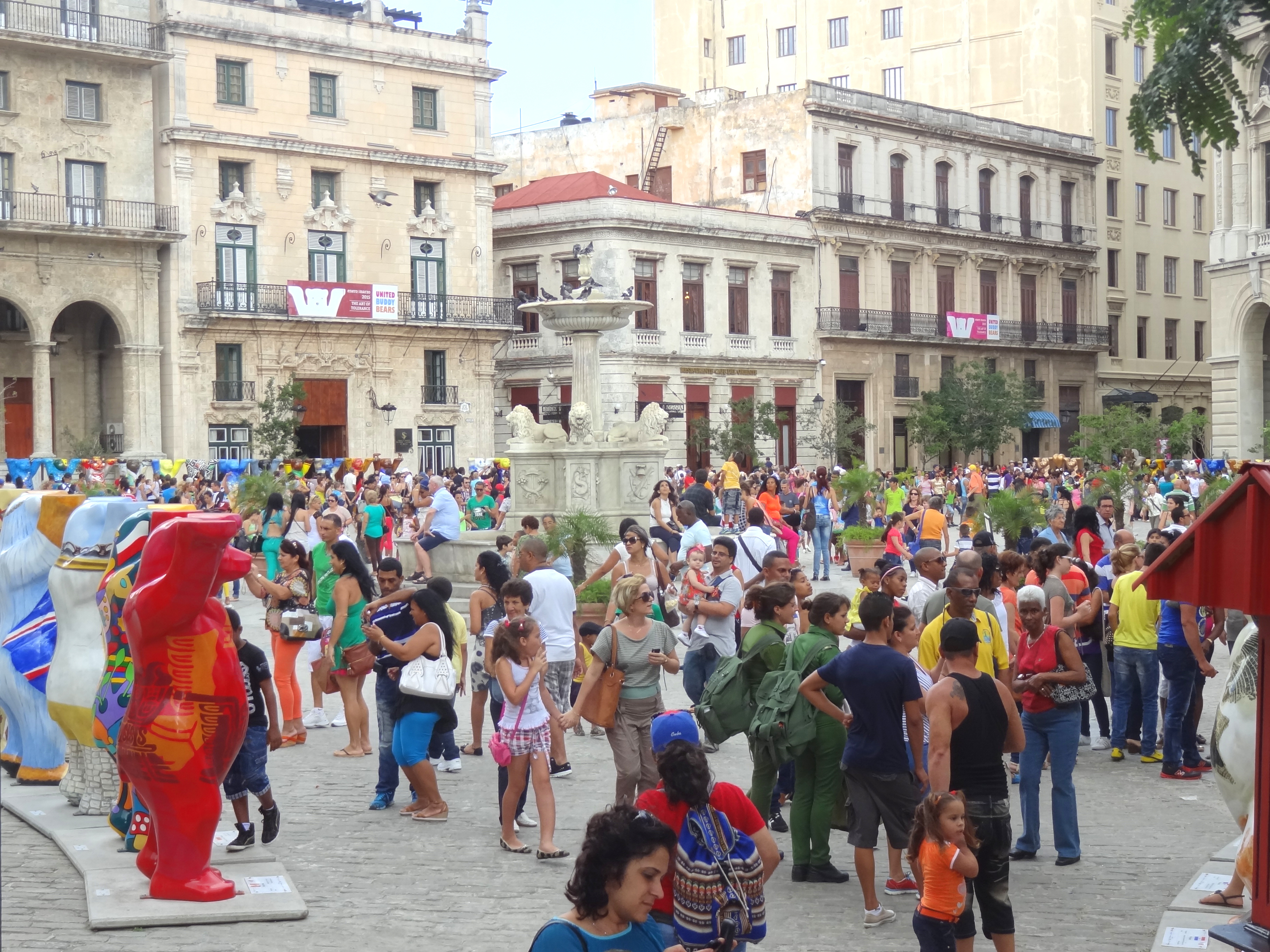
La plaza San Francisco de Asís suele utilizarse para realizar exposiciones artísticas, como la exposición de los United Buddy Bears tuvo lugar en 2015 y que constaba de 128 esculturas de dos metros de alto, cada una pintada por un artista de uno de los 128 países.

La ciudad es sede de varios eventos culturales de carácter internacional tales como el Festival Internacional de Ballet de La Habana, el Festival de Cine de La Habana, el Festival Jazz Plaza y el Festival Internacional de Guitarra Leo Brouwer.
Ciudad natal del poeta y escritor modernista José Martí, y conocida como la llave del Nuevo Mundo y antemural de las Indias Occidentales por su ubicación estratégica, cumple como una de las ciudades más importantes de América Latina para eventos ubicados en el área del Golfo de México.
En la ciudad también se encuentra la Casa de las Américas, institución encargada de promover el arte y la literatura de los pueblos de habla hispana, desde el río Bravo hasta la Patagonia, y que anualmente auspicia un certamen literario conocido como Casa de las Américas o sencillamente Premio Casa, y del cual han sido jurado personalidades tan distinguidas como Gabriel García Márquez y Mario Vargas Llosa. En La Habana además hay gran variedad de centros nocturnos como discotecas, cabarés, teatros, etc; donde los habaneros y turistas tanto nacionales como extranjeros pasan las coloridas noches de la ciudad. Existe todavía un título nobiliario de la Corona española referente a esta ciudad, concretamente el de marqués de La Habana, que data del tiempo de la colonia. El Museo de Bellas Artes posee una de las mejores colecciones de arte universal en el continente y la mayor de arte cubano del mundo. La ciudad también auspicia anualmente la Feria Internacional del Libro de La Habana, que luego se extiende al resto de las provincias del país. La sede principal del certamen es en la fortaleza Morro-Cabaña, al este de la ciudad, y tiene subsedes en todas las librerías de la capital. Galerías de Arte de La Habana. Desde 1995 cuenta en el Vedado con la Sede de la Fundación Ludwig de Cuba, instado por los coleccionistas alemanes Peter e Irene Ludwig, una organización no gubernamental y sin ánimo de lucro para la difusión y protección del arte cubano.

## Patrimonio

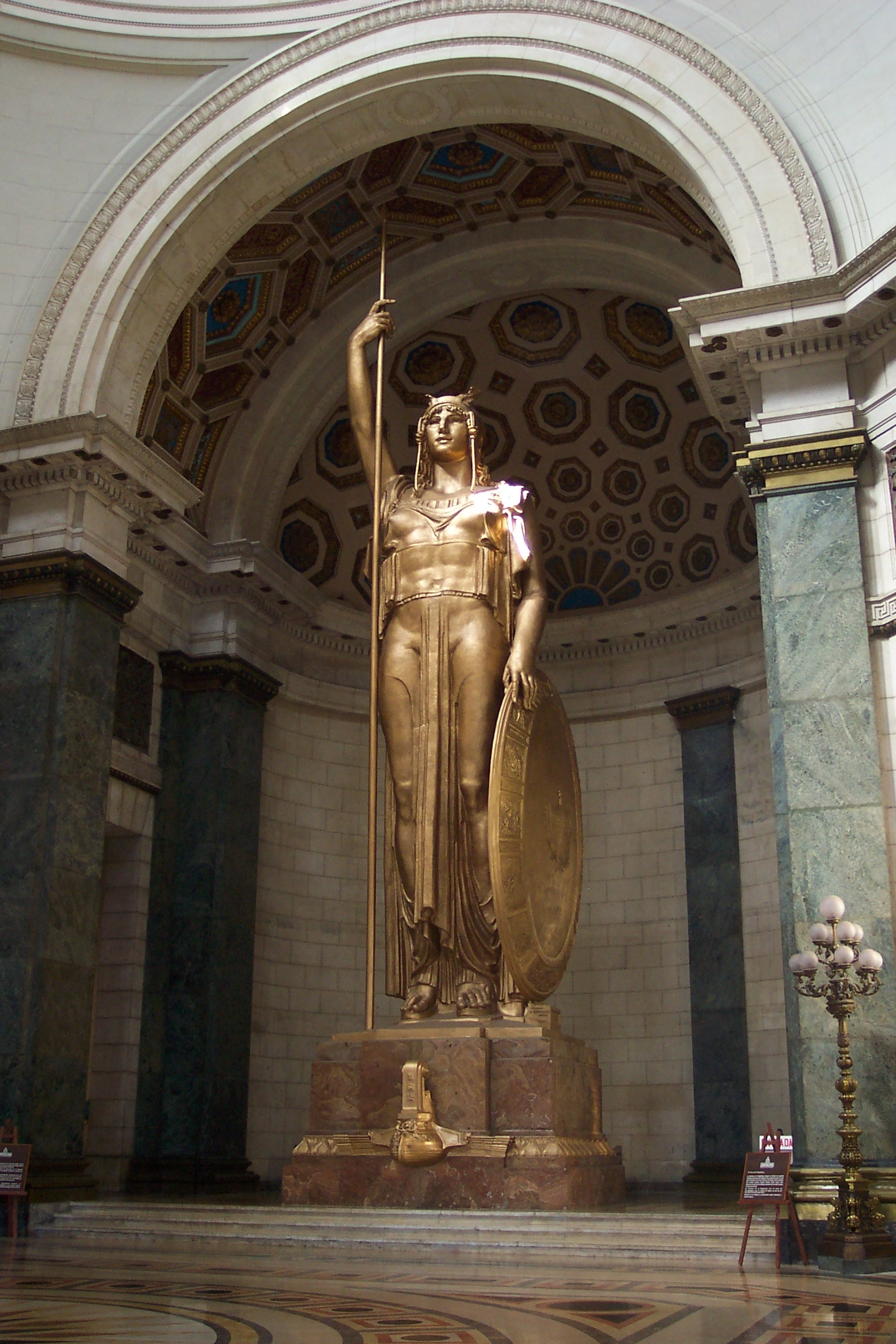
Estatua de La República, en el interior del Capitolio.

- Fortaleza de San Carlos de la Cabaña: Es una fortaleza situada al este de la bahía. La Cabaña es la fortaleza más grande construida por España en América. Esta fue construida a partir de la invasión inglesa y finalizada a finales del siglo XVIII. En la actualidad, es la sede principal de la Feria Internacional del Libro y de la Bienal de La Habana, entre otros eventos.

- Capitolio Nacional: Fue construido en 1929 para alojar el Senado y la Cámara de Representantes. Este edificio colosal es visible desde casi toda la ciudad con su cúpula imponente de color dorado después de la última restauración. Tres grandes estatuas se encuentran en esta edificación: las dos primeras se encuentran en lo alto de la escalinata, "La Virtud" y "El Trabajo" y en su interior está la "Estatua de la República", representada por la diosa griega Palas Atenea, tercera estatua más grande en el mundo bajo techo. Los grandes pasillos llamados "Salón de los Pasos Perdidos", llevan a los hemiciclos norte y sur, antiguos lugares de sesiones del antiguo Congreso; aunque se desconoce si en las próximas legislaturas el parlamento cubano sesionará en el Hemiciclo Norte. Después del Triunfo de la Revolución el Capitolio fue la sede de la Academia de Ciencias y del Ministerio de Ciencias Tecnología y Medio ambiente. Posterior a la restauración capital a la que fue sometido retomó su función original y en estos momentos es la sede institucional de la Asamblea Nacional del Poder Popular y del Consejo de Estado.

- Cementerio de Colón: Cementerio y museo a cielo abierto. Es el más famoso y grande cementerio en toda América, conocido por su belleza y la magnificencia de sus esculturas. Considerado como tercero de importancia mundial, precedido solamente por el de Staglieno en Génova, Italia y el de Montjuïc en Barcelona, España.

- La calle 23 en El Vedado: Una de las arterias principales de la ciudad, desemboca en El Malecón, en ella se encuentran desde la sede de varios ministerios como el de Salud Pública o el de Trabajo, hasta la famosa heladería Coppélia, a la que los habaneros llaman 'La catedral del helado', pasando por los exclusivos hoteles, clubes y discotecas, a los que acuden cientos de jóvenes los fines de semana.

- Calle Obispo: Es una de las calles más famosas y transitadas de La Habana. Las tiendas se suceden una tras otra, con numerosas boutiques de marcas como Adidas, VÍA UNO, Mango, Óscar de la Renta, etc., cuyas ventas se realizan únicamente en pesos convertibles (CUC). También se pueden encontrar restaurantes, ventas de artesanía, librerías, museos, antiguas farmacias. La bella arquitectura de las casas y edificios circundantes la convierten en uno de los sitios más imprescindible de la ciudad. Es el bulevar más largo de La Habana y se encuentra en el municipio de la Habana Vieja.

- Isla del Coco: Aunque inicialmente era conocido como Coney Island, fue uno de los primeros parques temáticos de Cuba y de América Latina, inspirado en el mítico parque neoyorquino en la isla de Coney, es hoy después de una fuerte reparación, centro de atracción en la ciudad, con numerosos aparatos electrónicos y juegos, además de cafeterías y restaurantes. Está ubicado al oeste, en el barrio de Miramar.

- Iglesia de Reina: Dedicada al Sagrado Corazón, es la iglesia más alta de Cuba, y una de las más fastuosas, es de un estilo neogótico, con numerosas gárgolas y torres. Frecuentemente visitada por turistas.

- Catedral Ortodoxa: Concebida por el arquitecto ruso Alexey Vorontsov, se trata de una edificación monumental bizantina, finalizada en 2008, que abarca un área de 1200 metros cuadrados. En la planta baja del templo están ubicados las áreas administrativas, las habitaciones del padre, el baño público, la cocina, un salón de reuniones y una sala de computación. En la parte superior está la iglesia, con capacidad para quinientas personas, que pueden acceder mediante dos escaleras de granito.

- Ciudad deportiva: En uno de los sitios más conocidos de la ciudad de La Habana, la intersección de las avenidas Boyeros y Vía Blanca, se presenta a la vista de todos los transeúntes una instalación muy especial, la ciudad deportiva, que en su majestuoso coliseo, una de las obras de mayor relevancia de la Ingeniería Civil cubana, ha albergado durante casi cinco décadas a un sinnúmero de eventos deportivos, políticos, educativos y culturales. Posee además estadios y un complejo de piscinas.

- La Fuente Luminosa: Está bordeada por una amplia rotonda donde confluyen la calle 26, la Vía Blanca y la avenida de Rancho Boyeros, principal enlace con el aeropuerto internacional José Martí. Formó parte de un programa urbanístico que llevó a cabo el denominado «Gobierno Auténtico» del presidente Ramón Grau San Martín, a mediados de la década de 1940.

- El Parque Central: Es uno de los sitios más conocidos y céntricos de la ciudad de La Habana. Su construcción fue terminada en el año 1877 luego de que fueron derribadas las murallas que rodeaban la ciudad. Se encuentra ubicado entre las calles Prado, Neptuno, Zulueta y San José, y el bulevar de San Rafael termina frente a este. Monumento a José Martí en la plaza de la Revolución.

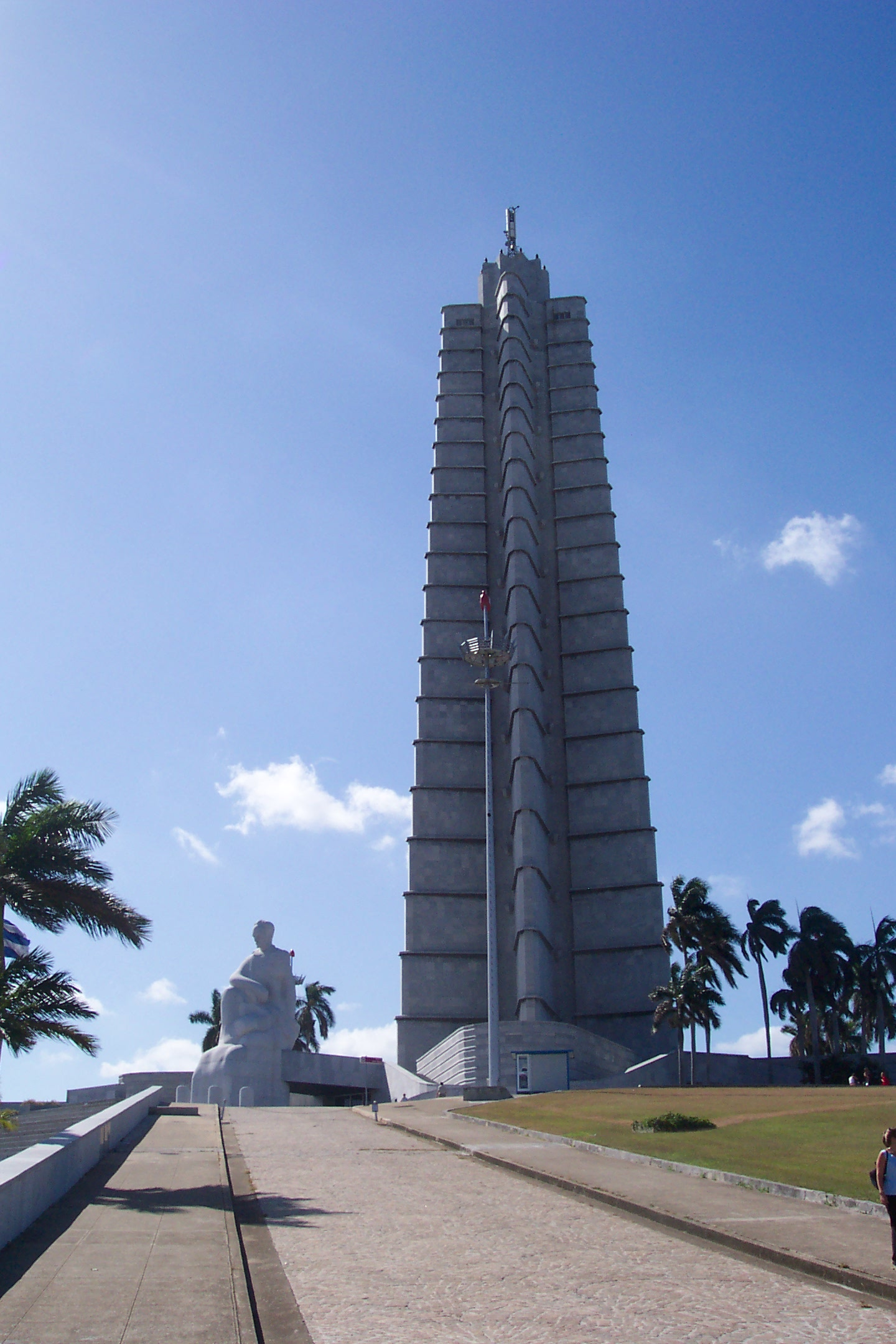
Monumento a José Martí en la plaza de la Revolución.

- Plaza Vieja: Se le llamó originalmente plaza Nueva. Surgió como espacio abierto en 1559, luego de la plaza de Armas y la de San Francisco, respectivamente, aunque hay algunos autores que señalan que fue la segunda plaza existente en La Habana. Fue zona residencial de la plutocracia criolla en tiempos de la colonia. El conjunto arquitectónico urbanístico de la plaza Vieja está representado por valiosas construcciones coloniales de los siglos XVII, XVIII y XIX y algunos ejemplos de las primeras décadas del siglo XX que mantienen unidad estilística.

- Plaza de Armas: Es la plaza más antigua de las 4 plazas principales del casco antiguo de La Habana. En ella encontrarás varias edificaciones históricas y museos, entre los que destaca el Castillo de la Real Fuerza.

- Catedral de San Cristóbal de La Habana: Es una de las construcciones religiosas más bonitas del barroco americano. Se encuentra emplazada en la plaza de la Catedral, otra de las principales plazas de la ciudad, rodeada de palacios históricos.

- Palacio de la Revolución: es el principal edificio dentro del Complejo plaza de la Revolución (anteriormente plaza Cívica) ubicado en la capital cubana. En él se encuentran las sedes de la Presidencia de la República, el Consejo de Ministros y del Comité Central del PCC. Originalmente fue concebido como Palacio de Justicia y Tribunal Supremo. En 1965 el gobierno revolucionario Castro-Dórticos, ordenó trasladar hacia aquí la sede del gobierno y del estado que anteriormente radicaba en el Palacio Presidencial (actual Museo de la Revolución). El edificio está dividido en tres partes, en la primera radican las oficinas del primer ministro y del Consejo de Ministros, en la segunda la sede de la Presidencia y Vicepresidencia de la República y en el tercero del Comité Central del PCC.

### Instituciones
Tribuna.cu es una publicación semanal en forma de tabloide de ocho páginas que refleja el acontecer de la provincia cubana de La Habana y publica otras informaciones de carácter general. La tirada es de 90 000 ejemplares y el costo de 20 centavos.
- Universidad de La Habana

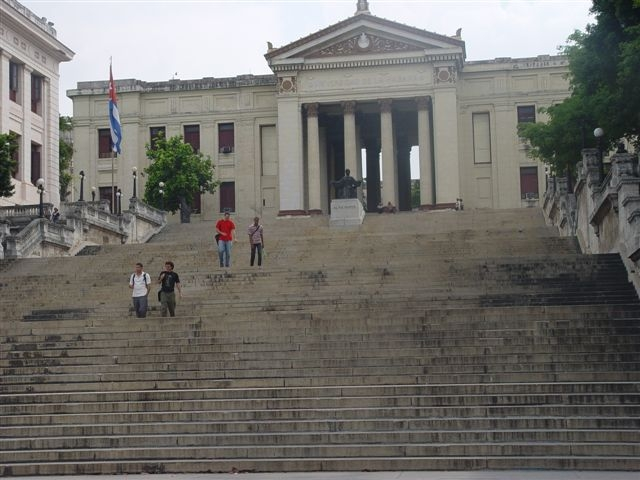
Universidad de La Habana

Fue fundada el 21 de septiembre de 1728 por los frailes dominicos pertenecientes a la Orden de Predicadores, y es la universidad más antigua de Cuba. Es también una de las primeras de América. Su primer nombre fue Real y Pontificia Universidad de San Gerónimo de La Habana. En la época las universidades necesitaban autorización real o papal, lo que explica los nombres Real y Pontificia. Quienes autorizaron la fundación de la universidad fueron el papa Inocencio XIII y el rey Felipe V de España.
En 1842, la universidad cambió su estatus para convertirse en una institución secular, real y literaria. Su nombre se cambió a Real y Literaria Universidad de La Habana y luego, en tiempos republicanos, el nombre se cambió a Universidad Nacional.
La universidad fue inicialmente establecida en el convento de San Juan de Letrán hoy desaparecido y ubicado en el casco histórico colonial de la ciudad (en lo que ahora se conoce como La Habana Vieja).
Los interiores del Aula Magna de la Universidad de La Habana en donde reposan los restos del pensador cubano Félix Varela, fueron decorados por el artista cubano Armando Menocal, estos representan o hacen alegoría a las principales facultades que existían en la época, la Medicina, la Ciencia, el Arte, el Pensamiento, las Artes liberales, la Literatura, y el Derecho.
- Oficina del Historiador de La Habana

Creada en 1938, la Oficina del Historiador de la Ciudad fue dirigida desde sus inicios por Emilio Roig de Leuchsenring (1889-1964), quien había sido elegido para ese cargo en 1935. Durante casi treinta años hasta su muerte, el 8 de agosto de 1964, este intelectual multifacético protagonizó una ingente labor pública e institucional para «fomentar la cultura habanera e impulsar y ayudar el aumento de la nacional y americana, dando a su actuación carácter y proyección eminentemente populares».
- Universidad de las Ciencias Informáticas

También llamada UCI, es un centro de estudios universitarios radicado en La Habana, Cuba, en el municipio de Boyeros. Nacido como un proyecto de la Revolución Cubana, denominado al principio Proyecto Futuro, con dos objetivos: informatizar el país y desarrollar la industria del software para contribuir al desarrollo económico del mismo. Es la primera universidad cubana creada bajo los propósitos de la Batalla de Ideas.

## Infraestructura
En la actualidad hay proyectos y planes en ejecución para mejorar el transporte de la ciudad en todas sus variantes.

### Aeropuertos

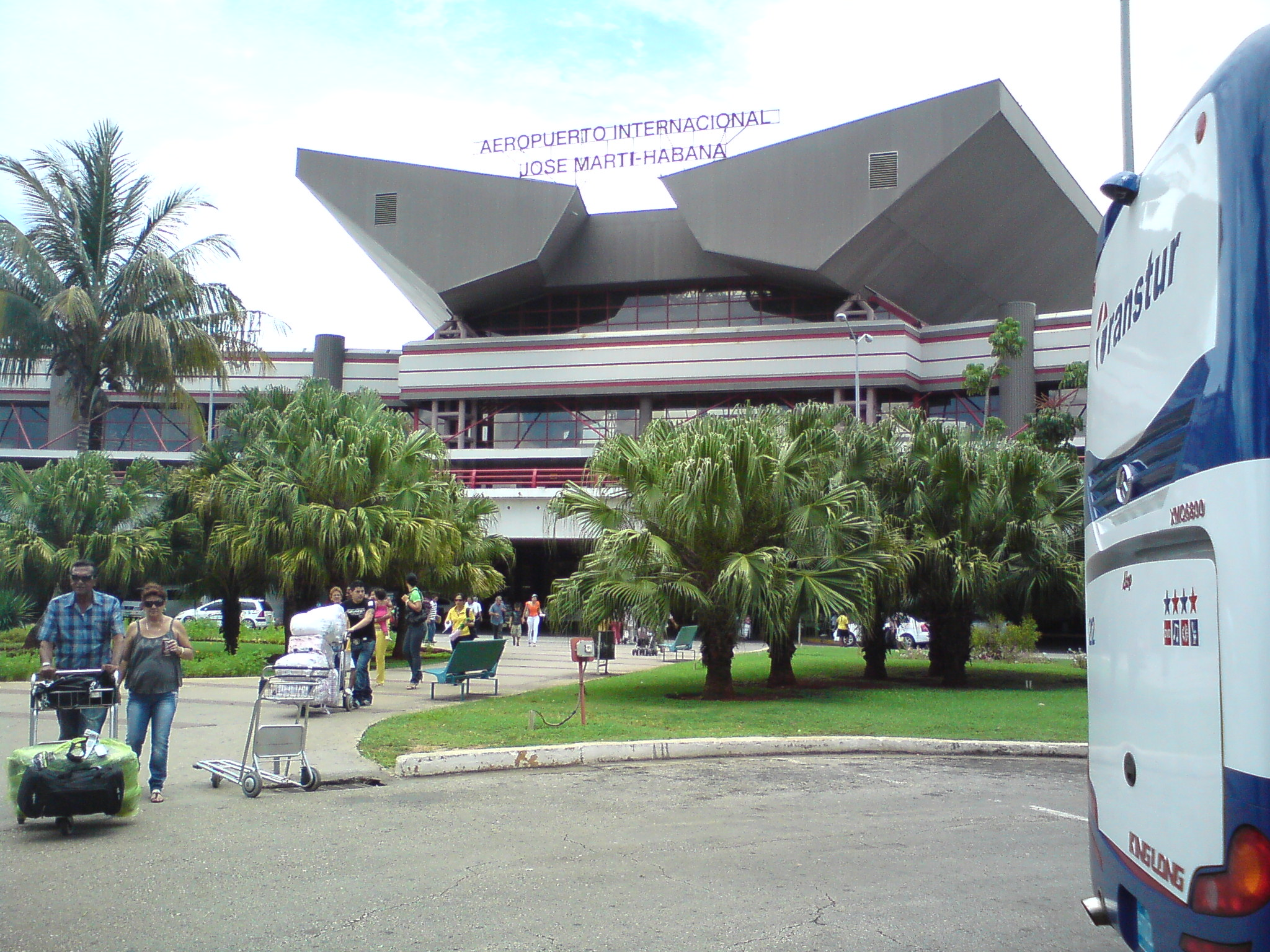
Fachada de la T3 del Aeropuerto Internacional José Martí siendo la planta superior la de embarques y la inferior la de arribos.

La principal terminal aérea de la ciudad es el Aeropuerto Internacional José Martí, situado a unos 20 km al sur del centro de la ciudad. Está enlazado a numerosos destinos en Europa (Madrid, Barcelona, París, Londres, Fráncfort, Ámsterdam, Roma, Moscú), América del Norte (Montreal, Toronto, en vuelos chárteres a Miami, Nueva Jersey, Los Ángeles), y América Latina (Ciudad de México, Cancún, Caracas, Panamá, Bogotá, San José, Quito, Buenos Aires. Aerolíneas como Virgin Atlantic, Air France, Aeroméxico, Iberia, Copa Airlines o Air Europa, entre muchas otras conectan a La Habana con el resto del mundo. También, la Terminal 1 sirve destinos nacionales como Varadero, Cayo Largo del Sur, Cayo Coco, Isla de la Juventud, Las Tunas, Holguín, Camagüey, Santiago de Cuba y otros. 
Cubana de Aviación es la aerolínea de oficial en Cuba, tiene numerosos destinos en todo el mundo y por supuesto los domésticos, posee varias aeronaves que son fundamentalmente de fabricación rusa. En 2016 las mayores aerolíneas estadounidenses, como American Airlines, JetBlue Airways, Delta, Silver Airways, Southwest, Eastern, Frontier y United Airlines anunciaron y presentaron licitaciones para vuelos directos comerciales, los cuales suponen unos 50 000 asientos semanales a aeropuertos de la isla a los mejores precios.
Otra terminal de vuelos nacionales exclusivamente es el Aeropuerto de Playa Baracoa (base de Operaciones de la aerolínea Aerogaviota), situado al oeste de la ciudad. Los aeropuertos de Ciudad Libertad (en el municipio Playa) y Managua (al sur de la ciudad, municipio Arroyo Naranjo) son de uso militar. Recientemente la flota comercial fue modernizada y expandida con dos naves Ilyushin 96-300 y tres Tupolev 204-100.

### Transporte

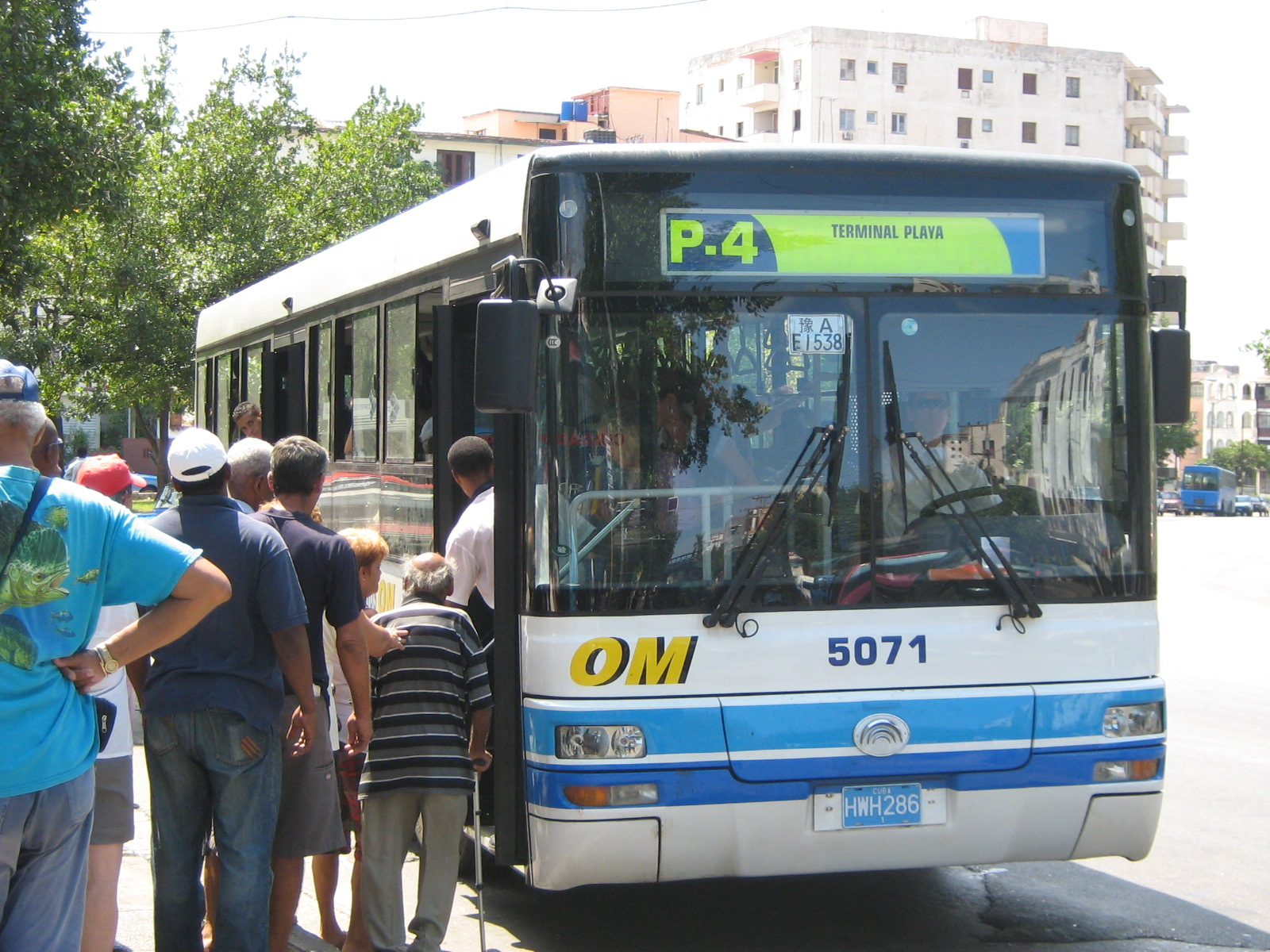
Una guagua de La Habana.

Las guaguas (autobuses) son el principal medio de transporte público. La Empresa Provincial de Transporte de La Habana (TH) es la principal entidad encargada de la operación del transporte público en la capital cubana con dos sistemas de redes: la Red Principal (antiguo Metrobús) y la Red Alimentadora (antiguo Ómnibus Metropolitanos). El precio del transporte público es de dos pesos cubanos, lo que representa un incremento de 5 veces su valor anterior de 40 centavos, y está fuertemente subsidiado por el Estado.
Existe además otra empresa destinada al transporte público, llamada Transmetro, la cual tiene como función principal transportar los trabajadores de varias empresas hacia sus centros de trabajo, pero que terminado esto, se suma a la transportación general con un costo de 5 CUP. También existen rutas alternativas en el sector privado y cooperativo con precios de 1 CUP y 5 CUP. El transporte privado puede llegar un costo máximo de 1 USD para las mayores distancias.

#### Red Principal
La Red Principal antiguamente conocida por Metrobús, conocida en la época del período especial por los llamados "camellos de la Habana", desapareció al unirse con Ómnibus Metropolitanos en la actual Empresa de Transporte de La Habana, que incluye otras entidades del sector transportista.

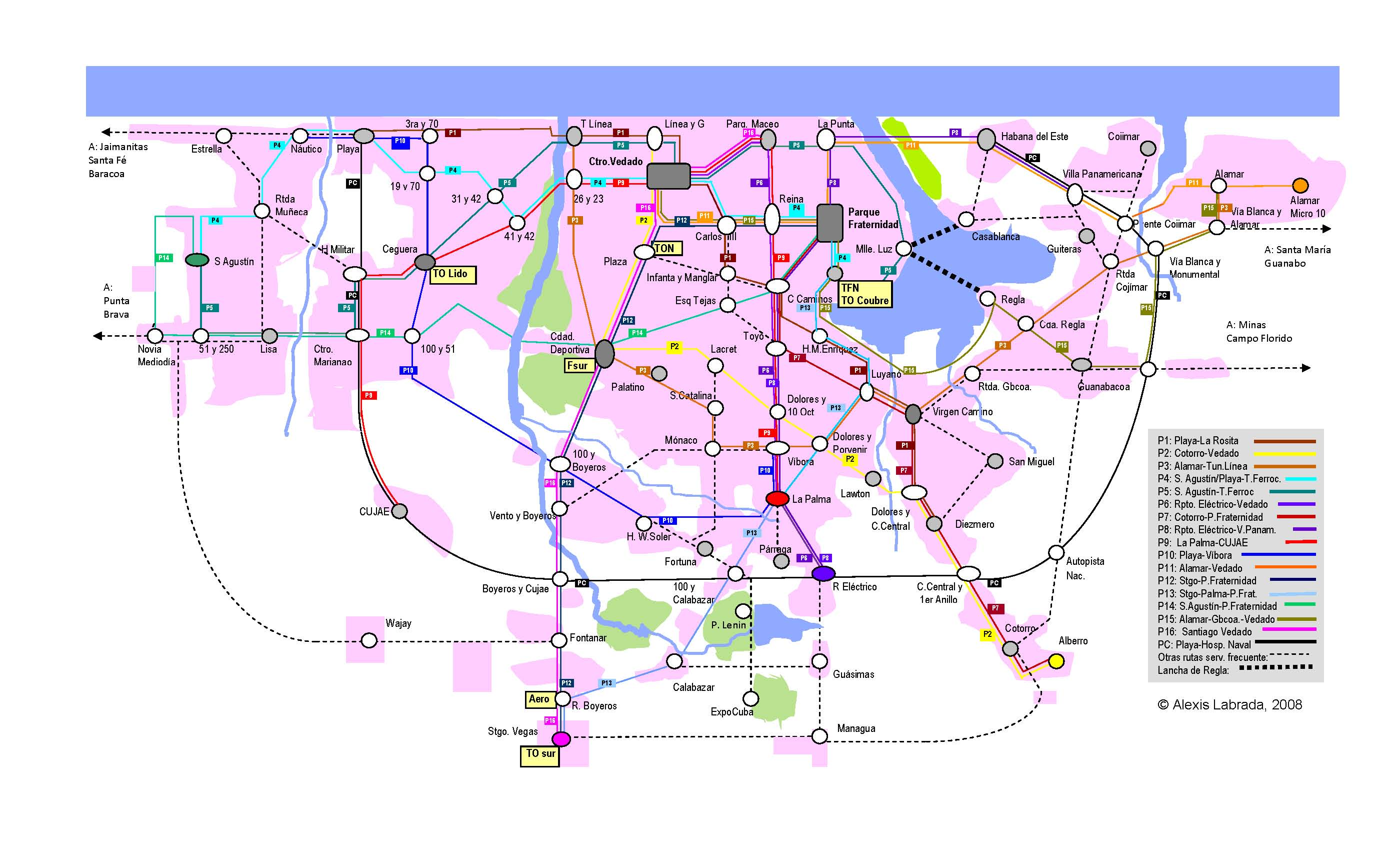
Mapa de las rutas principales de guaguas.

Consiste de 17 líneas principales identificadas con la letra «P», con recorridos de largas distancias. Las paradas suelen estar de 800 a 1000 m (realmente es menor la distancia entre paradas) y una frecuencia variable. Emplea grandes autobuses articulados modernos de marca Yutong (de fabricación china), Liaz (de fabricación rusa) y MAZ (de fabricación bielorrusa, estos últimos ya en desuso). Las líneas de la Red Principal, en La Habana, forman una red de transporte público de la ciudad concebida como un metro de superficie. De las 17 rutas, 16 de ellas radiales que enlazan la periferia de la ciudad con lugares centrales, y una línea semicircular ("PC") de costa a costa. El sistema emplea autobuses articulados de alta capacidad con frecuencia entre 10 y 15 minutos, es operado por los autobuses Yutong de China, que cada vez están más presentes en Cuba. Todo comenzó con la llegada de 12 guaguas Yutong, de fabricación china, en 2005 para modernizar las líneas, meses más tarde, 1000 autobuses Yutong adicionales llegaron a la isla caribeña.

#### Red Alimentadora
La llamada Línea Alimentadora conecta la zona metropolitana de la ciudad, y las conexiones dentro de los diferentes municipios con recorridos de menor distancia y menor frecuencia. Las «guaguas» son de menor tamaño y de diferentes marcas como Yutong, Mercedes-Benz y Busscar, aunque en la actualidad predominan los ómnibus Yutong de diferentes años de fabricación y se incluyen en estos momentos ómnibus híbridos y eléctricos.

### Ómnibus interprovinciales
La empresa estatal Ómnibus Nacionales (EON) se encarga de comunicar a La Habana con el resto del país (exceptuando las vecinas provincias de Mayabeque y Artemisa, donde tiene viajes a Batabanó, en Mayabeque) mediante confortables buses chinos que parten de dos estaciones terminales fundamentales:
- Terminal de Última Hora de Villanueva.
- Terminal Central de Ómnibus Nacionales en plaza de la Revolución.

A partir de la década de 1970 y hasta el 2004, la flota estuvo integrada por ómnibus Ikarus provenientes del bloque socialista de Europa del este, ensamblados en Cuba bajo la marca Girón, y los autobuses japoneses Hino que fueron muy populares y eran conocidos como los Ómnibus colmillo blanco los cuales transportaron a millones de cubanos entre los cuatro puntos cardinales de la isla. Desde el 2005 llegaron los primeros ómnibus Yutong los cuales se han mantenido en explotación junto a nuevas unidades que han mantenido la flota modernizada y con el confort requerido para largos viajes. 

### Red vial
La red vial de la ciudad es bastante extensa, y cuenta con grandes avenidas, calles principales e importantes vías de acceso a la ciudad como son la Autopista Nacional, la Carretera Central y la Vía Blanca. La red de viales ha estado en proceso de construcción y crecimiento desde la época colonial, actualmente sufre un gran deterioro, producto del escaso mantenimiento.
Otras vías importantes de la ciudad son la Vía Blanca, construida en la época republicana para conectar La Habana con Varadero y convertir a la zona de La Habana del Este en un importante centro turístico. La Autopista Nacional comenzó a construirse en el período revolucionario (posterior a 1959) y ha quedado inconclusa producto de la crisis económica de los años 1990,[cita requerida] aunque actualmente se han iniciado nuevamente las obras de construcción, esta importante vía une a La Habana con el resto del país tanto hacia el occidente como el oriente. Algunas de las calles de la ciudad constituyen parte de su patrimonio urbanístico como la calle Tacón, constituida por una sola cuadra con pavimento de madera, y ubicada al frente del Palacio de los Capitanes Generales. Esta calle debe su nombre al capitán general Miguel Tacón y Rosique, quien mandó pavimentarla en madera para que los coches y caballos que pasaban frente a Palacio no lo despertasen durante la siesta o le molestasen mientras trabajaba en sus oficinas.
Principales avenidas y calles
Municipios del oeste (Playa, Marianao, La Lisa):
- 3.ª avenida (desde calle 0 hasta calle 110)
- 5.ª Avenida
- Avenida 7.ª (desde calle 14 hasta calle 84)
- Avenida 17 (desde 5.ª Avenida hasta calle 222)
- Avenida 19 (desde calle 30 hasta calle 84)
- Avenida 23 (desde calle 190 hasta avenida 51)
- Avenida 25 (desde calle 108 hasta calle 190)
- Avenida 31 (desde la calle 10 hasta calle 114)
- Avenida 41 (desde la calle 10 hasta calle 100)
- Avenida 51 (desde calle 44 hasta avenida 23)
- Calle 100 (avenida San Francisco)

Municipios del Centro (Plaza, Centro Habana, La Habana Vieja):
- Avenida del Malecón
- Calzada o calle 7.ª
- Calle Línea
- Calle 23
- Calzada de Zapata
- Calle 12
- Avenida Paseo
- Avenida de los Presidentes (calle G)
- Calle L
- Calzada de Infanta
- Calle San Lázaro
- Calle Belascoaín (Padre Varela).
- Avenida Carlos III (Salvador Allende).
- Calle Monte (Máximo Gómez).
- Avenida del Puerto
- Paseo del Prado
- Calle Reina (Bolívar).
- Calle Infanta.

Otros municipios:
- Calzada del Cerro
- Avenida de Rancho Boyeros (Independencia)
- Calzada de Diez de Octubre (Jesús del Monte)
- Vía Blanca
- Avenida de Santa Catalina
- Avenida de Acosta
- Calzada de Bejucal
- Vía Monumental
- Calzada de Luyano

### Sistemas de taxis

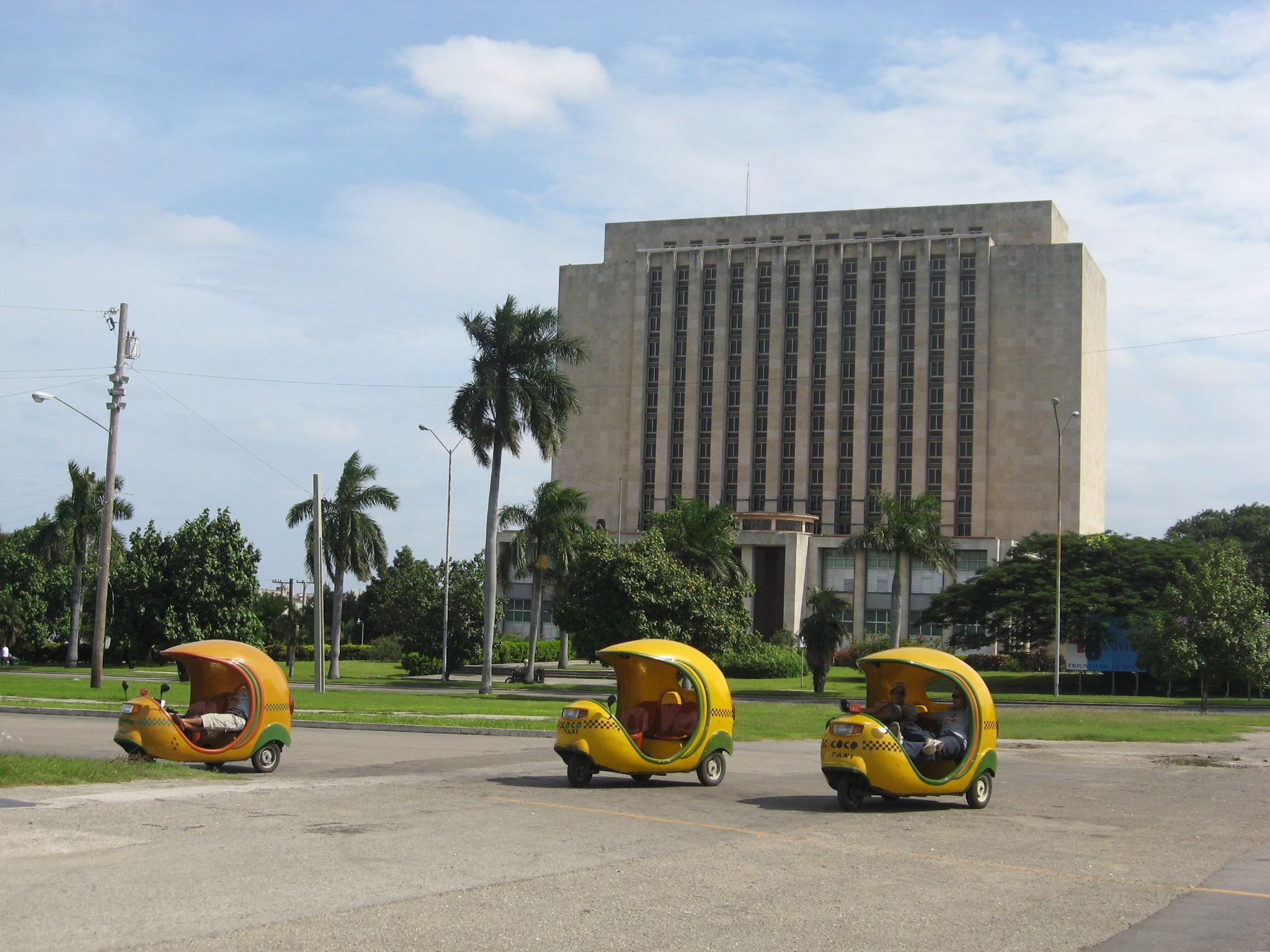
CocoTaxis hacen un tour frente a la Biblioteca Nacional.

Existe en La Habana una compleja red de taxis, dividido en taxis estatales, del sistema cooperativo, arrendados y privados además de taxis para el turismo. Para el transporte público la empresa estatal CUBATAXI tiene un sistema de "taxis en ruta" funcionando como taxis colectivos con precios de 5 CUP por tramos, que pueden llegar a un precio de 25 CUP el trayecto completo, utiliza una flota de autos Hyundai y Kia en su mayoría; a la par de este sistema funciona los taxis cooperativos con una variedad de marcas y los taxis arrendados METROTAXIS con una flota alrededor de 400 GAZelle, que unen diferentes puntos de la ciudad y la periferia. Los taxis privados utilizando en su mayoría autos estadounidenses de antes del 59 llamados popularmente "almendrones" mantienen rutas establecidas de forma regular con precios que varían de 10 CUP a 20 CUP.
Los Taxis usados para el turismo se dividen en taxis arrendados a TAXIS-CUBA que pueden ser desde confortable autos o microbuses, y los autos antiguos del sistema GRAND-CAR. Los precios pueden variar en dependencia del acuerdo con el chofer. Los llamados Cocotaxis y Bicitaxis y son comunes verlos en las calles habaneras.

### Puerto
El puerto comercial de La Habana, ubicado en la bahía homónima, es desde la inauguración del Puerto del Mariel el segundo más importante del país y uno de los más resguardados del planeta, al cual llegan la mayor parte de los productos importados tales como petróleo, maquinarias, trigo y otros alimentos y por el que circulan el grueso de las exportaciones nacionales (azúcar, alcoholes, tabaco, minerales, medicinas). En la bahía existe además un puerto pesquero y una terminal de contenedores (TCH) dedicada a la gestión de cargas.
El mencionado puerto comercial está actualmente siendo trasladado a la ciudad de Mariel (a unos 42 km de la bahía). Este cambio va a permitir el acceso al puerto cubano de barcos de mayor tamaño y calado, liberando también las inmediaciones de la bahía de equipamientos portuarios.
La construcción del puerto se realiza con financiación brasileña; teniendo un reparto al 51 % cubano y 49 % brasileño.
La Terminal de Cruceros Sierra Maestra recibe a los turistas que llegan a la ciudad por vía marítima.
Existen servicios de transbordadores para facilitar el cruce de la bahía a los habitantes de la ciudad. Uno de estos, popularmente conocido como la Lanchita de Regla, comunica el municipio del mismo nombre con La Habana Vieja. La Lanchita de Casablanca cumple similar cometido al enlazar el pueblo de Casablanca con La Habana Vieja.

### Trenes
La Habana es el centro del transporte por vía férrea en Cuba, tanto de carga como de pasajeros. En la ciudad se originan productos industriales para el interior, fundamentalmente acero, equipos, combustible y derivados o productos de la industria ligera. Recibe además importantes cargas de alimentos, cemento y minerales para el procesamiento en las industrias. El ferrocarril da servicio al Puerto de La Habana, el más importante del país. El transporte ferroviario de pasajeros se halla en estado crítico y todavía no se recupera del todo de la crisis, pero en la actualidad se están reparando las vías y se compran nuevos equipos. Las estaciones principales son:
- Estación Central de Ferrocarriles.
- Estación La Coubre.
- Estación de Casablanca.
- Estación de Tulipán.

De la Estación Central, que es la más importante de la red de Ferrocarriles de Cuba, parten los trenes de pasajeros de larga distancia por el Ferrocarril Central hasta Guantánamo, Santiago de Cuba, Holguín y Manzanillo, el Ferrocarril del Sur hasta Cienfuegos y el de Occidente hasta Pinar del Río. Desde la Estación de Casablanca (al otro lado de la entrada de la Bahía) parte un tren eléctrico (único en Cuba) hasta Matanzas. Es el llamado tren de Hershey.
(Véase Red del ferrocarril suburbano de La Habana).
Los trenes suburbanos tienen poco desarrollo y el servicio es de escasa frecuencia. Desde la estación de Tulipán parten trenes hacia Batabanó, San Antonio de los Baños y Artemisa. Desde la Estación central se realizan viajes, hasta el centro de exposiciones Expocuba y el Jardín Botánico Nacional de Cuba, al sur de la ciudad y hasta Bejucal. Durante el período veraniego salen trenes desde la estación La Coubre a las playas del este de la ciudad. Otra ruta de cercanías parte de La Coubre a Güines y Palos en la vecina provincia de Mayabeque.

## Personas destacadas
| Predecesor: Ciudad de México | Ciudad Centroamericana y Caribeña 1930 | Sucesor: San Salvador               |
| Predecesor: Medellín         | Ciudad Centroamericana y Caribeña 1982 | Sucesor: Santiago de los Caballeros |
| Predecesor: Indianápolis     | Ciudad Panamericana 1991               | Sucesor: Mar de Plata               |

## Ciudades hermanadas
- Corrientes, Argentina.
- Mar del Plata, Argentina.
- Orán, Argelia.
- La Paz, Bolivia.
- Belo Horizonte, Brasil.
- Florianópolis, Brasil.
- Río de Janeiro, Brasil.
- Salvador de Bahía, Brasil.
- Santos, Brasil.
- São Paulo, Brasil.
- Vitória, Brasil.
- Valparaíso, Chile.
- Pekín, China.
- Bogotá, Colombia.
- Dubrovnik, Croacia.
- Cuenca, Ecuador.
- Barcelona, España[77]
- Cádiz, España[77]
- Gijón, España[77]
- Madrid, España[77]
- Sevilla, España[78]
- Toledo, España.
- Torrelavega, España.
- Mobile, Estados Unidos.
- Ciudad de Guatemala, Guatemala.
- San Pedro Sula, Honduras.
- Teherán, Irán.
- Eilat, Israel.
- Cuautitlán Izcalli, México (1997)[79]
- Ecatepec de Morelos, México (2007)
- León, México.
- Ciudad de México, México (1997)[79]
- Morelia, México.
- Nezahualcóyotl, México (1997)[79]
- Oaxaca de Juárez, México.
- San Francisco de Campeche, México.
- San Juan Bautista Tuxtepec, México.
- Tijuana, México (2005)[79]
- Tlapa de Comonfort, México (2009)[80]
- Veracruz, México.
- Zacatecas, México (2001)[79]
- Managua, Nicaragua.
- San Juan, Puerto Rico.
- Glasgow, Escocia, Reino Unido.
- Santiago, República Dominicana.
- Santo Domingo, República Dominicana.
- Puerto Plata, República Dominicana.
- Constanza, Rumania.
- San Petersburgo, Rusia.
- Belgrado, Serbia.
- Estambul, Turquía.
- Montevideo, Uruguay[81]
- Caracas, Venezuela.
- Washington D.C, Estados Unidos.

| Predecesor: Montevideo | Capital Iberoamericana de la Cultura 1997 | Sucesor: Madrid |

## En las artes y la cultura popular
Según el escritor habanero Leonardo Padura, muchas de cuyas novelas están ambientadas en la ciudad, la imagen literaria de La Habana ha quedado delimitada en lo fundamental y en su forma actual por dos libros: El siglo de las luces (1962), de Alejo Carpentier, y Tres tristes tigres (1967), de Guillermo Cabrera Infante. Según Padura, Guillermo Cabrera Infante «condensó y cristalizó el habanero literario», «convirtió en literatura la lengua que hablan los habaneros».